# Bahnstrecke Bielefeld–Hameln
| |                                          |                                  |                                  |
| Streckennummer (DB): | 2984 (Bielefeld–Lage) 2983 (Lage–Hameln) |                                  |                                  |
| Kursbuchstrecke (DB): | 404                                      |                                  |                                  |
| Kursbuchstrecke: | 192d (1934) 213d (1946)                  |                                  |                                  |
| Streckenlänge: | 71,7 km                                  |                                  |                                  |
| Spurweite: | 1435 mm (Normalspur)                     |                                  |                                  |
| Streckengeschwindigkeit: | 80 km/h                                  |                                  |                                  |
| Zugbeeinflussung: | PZB                                      |                                  |                                  |
| |                                          |                                  |                                  |
| \| \| \| von Hamm \| \| \| \| 21,771 \| Bielefeld Hbf ⊙ \| Bielefeld Hbf ⊙ \| \| \| \| nach Minden \| \| \| \| \| Bielefelder Kreisbahn \| \| \| \| \| Containerbf Bielefeld Ost \| \| \| \| \| \| \| \| \| 19,345 \| Bielefeld Ost ⊙ \| Bielefeld Ost ⊙ \| \| \| \| \| \| \| \| 19,300 \| Bielefeld Sieker (Bw Eurobahn) \| Bielefeld Sieker (Bw Eurobahn) \| \| \| \| \| \| \| \| 16,700 \| Oldentrup ⊙ \| Oldentrup ⊙ \| \| \| 14,853 \| Hillegossen ⊙ \| Hillegossen ⊙ \| \| \| \| Bundesautobahn 2 ⊙ \| \| \| \| 12,546 \| Ubbedissen ⊙ \| Ubbedissen ⊙ \| \| \| 10,500 \| Oerlinghausen ⊙ \| Oerlinghausen ⊙ \| \| \| 6,863 \| Helpup ⊙ \| Helpup ⊙ \| \| \| 5,010 \| Ehlenbruch ⊙ \| Ehlenbruch ⊙ \| \| \| 3,400 \| Wissentrup ⊙ \| Wissentrup ⊙ \| \| \| \| Werre ⊙ \| \| \| \| \| von Herford \| \| \| \| \| \| \| \| \| 0,0060,061 \| Lage (Lippe) ⊙ \| Lage (Lippe) ⊙ \| \| \| \| nach Altenbeken ⊙ \| \| \| \| 4,733 \| Hörstmar (Lippe) ⊙ \| Hörstmar (Lippe) ⊙ \| \| \| 7,906 \| Bahnverwaltungsgrenze \| Bahnverwaltungsgrenze \| \| \| 8,520 \| Lemgo ⊙ \| Lemgo ⊙ \| \| \| 9,600 \| Lemgo-Lüttfeld ⊙ \| Lemgo-Lüttfeld ⊙ \| \| \| 10,200 \| Brake (Lippe) ⊙ \| Brake (Lippe) ⊙ \| \| \| 12,700 \| Vogelhorst ⊙ \| Vogelhorst ⊙ \| \| \| \| \| \| \| \| 16,790 \| Dörentrup ⊙ (Beginn Museumsbahn) \| Dörentrup ⊙ (Beginn Museumsbahn) \| \| \| \| \| \| \| \| 19,100 \| Farmbeck ⊙ \| Farmbeck ⊙ \| \| \| 21,380 \| Bega ⊙ \| Bega ⊙ \| \| \| 26,430 \| Barntrup ⊙ \| Barntrup ⊙ \| \| \| \| Extertalbahn nach Rinteln \| \| \| \| 31,200 \| Sonneborn ⊙ \| Sonneborn ⊙ \| \| \| \| Landesgrenze NRW / Nds ⊙ \| \| \| \| 33,500 \| Grießem (Kr Hameln) \| Grießem (Kr Hameln) \| \| \| 36,600 \| Reher \| Reher \| \| \| \| \| \| \| \| 38,870 \| Aerzen (1985–1994 Streckenende) \| Aerzen (1985–1994 Streckenende) \| \| \| \| \| \| \| \| 41,400 \| Selxen \| Selxen \| \| \| 43,140 \| Groß Berkel \| Groß Berkel \| \| \| 46,200 \| Klein Berkel \| Klein Berkel \| \| \| 47,800 \| Klüttunnel (316 m) \| Klüttunnel (316 m) \| \| \| 48,100 \| Hameln-Klüt \| Hameln-Klüt \| \| \| 48,300 \| Weser \| Weser \| \| \| \| von Altenbeken \| \| \| \| \| von Löhne \| \| \| \| 49,930 \| Hameln (Keilbahnhof) ⊙ \| Hameln (Keilbahnhof) ⊙ \| \| \| \| nach Elze \| \| \| \| \| nach Hannover \| \| \| \| \| \| \| \| Quellen: [1][2][3][4][5] \| \| \| \| |                                          |                                  |                                  |
| |                                          | von Hamm                         |                                  |
| Bahnhof | 21,771                                   | Bielefeld Hbf ⊙                  | Bielefeld Hbf ⊙                  |
| Abzweig geradeaus und nach links |                                          | nach Minden                      | nach Minden                      |
| Strecke quer (außer Betrieb) · Kreuzung geradeaus oben · Strecke quer · Abzweig quer (Strecke außer Betrieb) |                                          | Bielefelder Kreisbahn            | Bielefelder Kreisbahn            |
| Betriebs-/Güterbahnhof Streckenanfang · Strecke von halblinks und von halblinks |                                          | Containerbf Bielefeld Ost        | Containerbf Bielefeld Ost        |
| |                                          |                                  |                                  |
| | 19,345                                   | Bielefeld Ost ⊙                  | Bielefeld Ost ⊙                  |
| |                                          |                                  |                                  |
| Abzweig geradeaus und nach rechts | 19,300                                   | Bielefeld Sieker (Bw Eurobahn)   | Bielefeld Sieker (Bw Eurobahn)   |
| |                                          |                                  |                                  |
| Haltepunkt / Haltestelle | 16,700                                   | Oldentrup ⊙                      | Oldentrup ⊙                      |
| Dienststation / Betriebs- oder Güterbahnhof | 14,853                                   | Hillegossen ⊙                    | Hillegossen ⊙                    |
| Strecke mit Straßenbrücke |                                          | Bundesautobahn 2 ⊙               | Bundesautobahn 2 ⊙               |
| Haltepunkt / Haltestelle | 12,546                                   | Ubbedissen ⊙                     | Ubbedissen ⊙                     |
| Bahnhof | 10,500                                   | Oerlinghausen ⊙                  | Oerlinghausen ⊙                  |
| Haltepunkt / Haltestelle | 6,863                                    | Helpup ⊙                         | Helpup ⊙                         |
| Haltepunkt / Haltestelle | 5,010                                    | Ehlenbruch ⊙                     | Ehlenbruch ⊙                     |
| ehemaliger Haltepunkt / Haltestelle | 3,400                                    | Wissentrup ⊙                     | Wissentrup ⊙                     |
| Brücke über Wasserlauf |                                          | Werre ⊙                          | Werre ⊙                          |
| Strecke von links und von halblinks |                                          | von Herford                      | von Herford                      |
| Überleitstelle / Spurwechsel |                                          |                                  |                                  |
| Bahnhof | 0,0060,061                               | Lage (Lippe) ⊙                   | Lage (Lippe) ⊙                   |
| |                                          | nach Altenbeken ⊙                |                                  |
| Haltepunkt / Haltestelle | 4,733                                    | Hörstmar (Lippe) ⊙               | Hörstmar (Lippe) ⊙               |
| Grenze | 7,906                                    | Bahnverwaltungsgrenze            | Bahnverwaltungsgrenze            |
| Bahnhof | 8,520                                    | Lemgo ⊙                          | Lemgo ⊙                          |
| Haltepunkt / Haltestelle Strecke ab hier außer Betrieb | 9,600                                    | Lemgo-Lüttfeld ⊙                 | Lemgo-Lüttfeld ⊙                 |
| Bahnhof (Strecke außer Betrieb) | 10,200                                   | Brake (Lippe) ⊙                  | Brake (Lippe) ⊙                  |
| Haltepunkt / Haltestelle (Strecke außer Betrieb) | 12,700                                   | Vogelhorst ⊙                     | Vogelhorst ⊙                     |
| |                                          |                                  |                                  |
| Kopfbahnhof Strecke bis hier außer Betrieb | 16,790                                   | Dörentrup ⊙ (Beginn Museumsbahn) | Dörentrup ⊙ (Beginn Museumsbahn) |
| |                                          |                                  |                                  |
| Haltepunkt / Haltestelle | 19,100                                   | Farmbeck ⊙                       | Farmbeck ⊙                       |
| Bahnhof | 21,380                                   | Bega ⊙                           | Bega ⊙                           |
| Bahnhof | 26,430                                   | Barntrup ⊙                       | Barntrup ⊙                       |
| Abzweig ehemals geradeaus und nach links |                                          | Extertalbahn nach Rinteln        | Extertalbahn nach Rinteln        |
| Haltepunkt / Haltestelle (Strecke außer Betrieb) | 31,200                                   | Sonneborn ⊙                      | Sonneborn ⊙                      |
| Grenze (Strecke außer Betrieb) |                                          | Landesgrenze NRW / Nds ⊙         | Landesgrenze NRW / Nds ⊙         |
| Bahnhof (Strecke außer Betrieb) | 33,500                                   | Grießem (Kr Hameln)              | Grießem (Kr Hameln)              |
| Haltepunkt / Haltestelle (Strecke außer Betrieb) | 36,600                                   | Reher                            | Reher                            |
| |                                          |                                  |                                  |
| Bahnhof (Strecke außer Betrieb) | 38,870                                   | Aerzen (1985–1994 Streckenende)  | Aerzen (1985–1994 Streckenende)  |
| |                                          |                                  |                                  |
| Haltepunkt / Haltestelle (Strecke außer Betrieb) | 41,400                                   | Selxen                           | Selxen                           |
| Bahnhof (Strecke außer Betrieb) | 43,140                                   | Groß Berkel                      | Groß Berkel                      |
| Bahnhof (Strecke außer Betrieb) | 46,200                                   | Klein Berkel                     | Klein Berkel                     |
| Tunnel (Strecke außer Betrieb) | 47,800                                   | Klüttunnel (316 m)               | Klüttunnel (316 m)               |
| Haltepunkt / Haltestelle (Strecke außer Betrieb) | 48,100                                   | Hameln-Klüt                      | Hameln-Klüt                      |
| Brücke über Wasserlauf (Strecke außer Betrieb) | 48,300                                   | Weser                            | Weser                            |
| Abzweig ehemals geradeaus und von rechts |                                          | von Altenbeken                   | von Altenbeken                   |
| Abzweig geradeaus und von links |                                          | von Löhne                        | von Löhne                        |
| Bahnhof | 49,930                                   | Hameln (Keilbahnhof) ⊙           | Hameln (Keilbahnhof) ⊙           |
| Abzweig geradeaus und nach rechts |                                          | nach Elze                        | nach Elze                        |
| |                                          | nach Hannover                    |                                  |
| |                                          |                                  |                                  |
| Quellen: |                                          |                                  |                                  |

Die Bahnstrecke Bielefeld–Hameln, auf Teilabschnitten regional auch als Begatalbahn, Lippische Nebenbahn oder Lager Bahn bezeichnet, ist eine eingleisige, zum Teil elektrifizierte Nebenbahn, die ursprünglich die Städte Bielefeld und Hameln über Lage (Lippe) verband.
Die Strecke war von 2001 bis 2020 von Bielefeld bis Lemgo (jeweils ausschließlich) bis zur Auflösung der Regionalnetze Bestandteil des DB-Regionalnetzes Münster-Ostwestfalen (MOW) mit Sitz in Münster. Seit 2020 gehört sie zum Netz Hamm, Bezirk Lage. Der Abschnitt Lemgo – Barntrup ist in den Besitz der Verkehrsbetriebe Extertal übergegangen, um den Anschluss der Extertalbahn an das Netz der Deutschen Bahn zu sichern.

## Geschichte

### Vorgeschichte und Bau der Bahnstrecke
Erste Planungen für die Strecke wurden zu Beginn der 1880er-Jahre unter anderem durch Theodor Deppe erstellt. Anfang der 1890er-Jahre einigten sich der Preußische Staat und das Fürstentum Lippe über die Finanzierung. Nachdem die Preußische Staatseisenbahn 1895 die Verbindungsstrecke zwischen der Cöln-Mindener Eisenbahn in Herford und der Hannover-Altenbekener Bahn in Himmighausen bei Altenbeken über Lage eröffnet hatte und stadtplanerische Probleme in Lemgo gelöst waren, konnte am 8. Juli 1896 der erste Abschnitt auf lippischem Territorium von Lage nach Lemgo über Hörstmar in Betrieb genommen werden. Am 2. November 1896 folgte das längere Teilstück, von Lemgo über Dörentrup nach Barntrup. Ziemlich genau ein Jahr später, am 30. Oktober 1897, wurde der vorerst letzte Abschnitt von Barntrup über Aerzen nach Hameln feierlich eröffnet.
Gebaut und betrieben wurde die Bahnstrecke von preußischer Seite. Die bautechnisch schwierigsten Bauwerke waren dabei der 316 Meter lange Klüttunnel und die Weserbrücke Hameln. Die nächste Erweiterung der lippischen Nebenbahn wurde erst am 1. Oktober 1903 vorgenommen, nunmehr in entgegengesetzter Richtung von Lage bis zum Bahnhof Oerlinghausen (in Asemissen, heute Ortsteil von Leopoldshöhe). Genau ein Jahr danach erreichte die Strecke ihren Endausbau mit Fertigstellung des letzten Abschnitts von Oerlinghausen (Asemissen) nach Bielefeld. Nun war ein durchgehender Betrieb von Hameln bis Bielefeld möglich.

### Entwicklung bis 1949

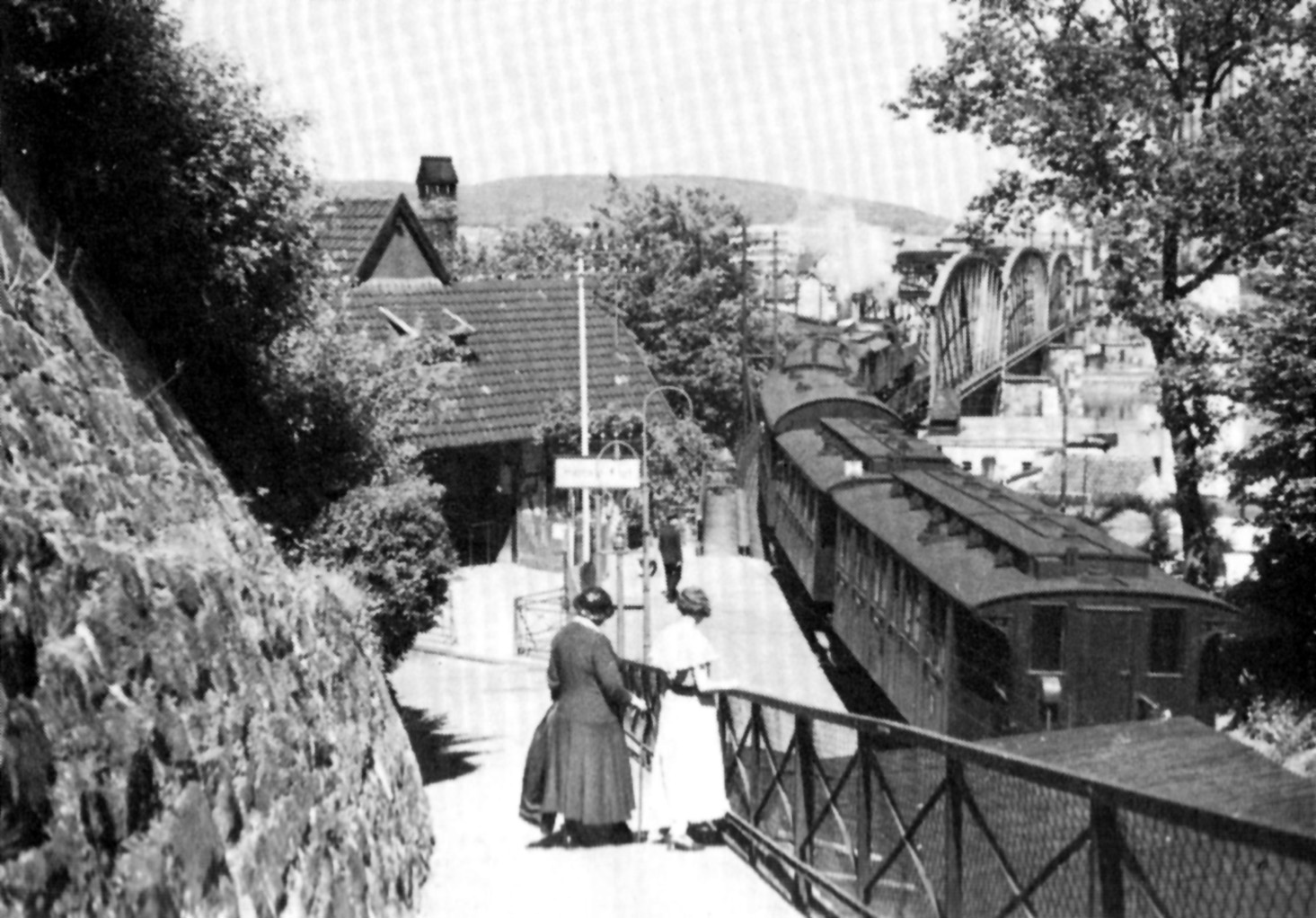
Haltepunkt Hameln-Klüt mit Weserbrücke um 1920

Als die durchgehende Verbindung geschaffen war, erlebten die anliegenden Ortschaften einen leichten wirtschaftlichen Aufschwung, und das Reisen wurde für die Menschen wesentlich einfacher. Dennoch erfolgte die Industrialisierung nur langsam, so dass in den ersten Jahren keine großen Güteraufkommen entstanden. Erst nach Bildung einiger Genossenschaften und der Ansiedlung holzverarbeitender Betriebe stieg der Güterverkehr weiter an.
Über die Auswirkungen des Ersten Weltkriegs auf die Strecke ist wenig bekannt. Im Jahr 1920 erfolgte der Übergang der Staatseisenbahnen der Länder auf die Deutsche Reichsbahn, welche den Betrieb der Strecke von der Preußischen Staatseisenbahn übernahm.
Ab 1927 erfolgte in Barntrup der Anschluss an die neugebaute Extertalbahn, die als Privatbahn bis 1929 von Barntrup über Bösingfeld nach Rinteln verlängert wurde.
Im Zweiten Weltkrieg kam es zur kriegsbedingten Steigerung der Transportmengen. Gegen Ende des Krieges wurden größere Bahnknoten von den Alliierten verstärkt angegriffen. Zu diesen Angriffen an der Strecke gehörten Luftangriffe auf den Hamelner und Bielefelder Bahnhof sowie den Bahnhof von Lage sowie ein Luftangriff auf einen Triebwagen bei Aerzen. Die größten Auswirkungen hatte die Sprengung der Weserbrücke in Hameln-Klüt durch deutsche Pioniere am 5. April 1945. Mit dem Wiederaufbau der schwer beschädigten Brücke wurde mit Einverständnis der Briten bereits im Oktober 1945 begonnen. Erst am 19. Dezember 1949 konnte die Brücke wieder dem Verkehr übergeben werden. So lange endeten die Züge am Haltepunkt Hameln-Klüt.

### Entwicklung der Strecke 1945 bis zur Sanierung 1995

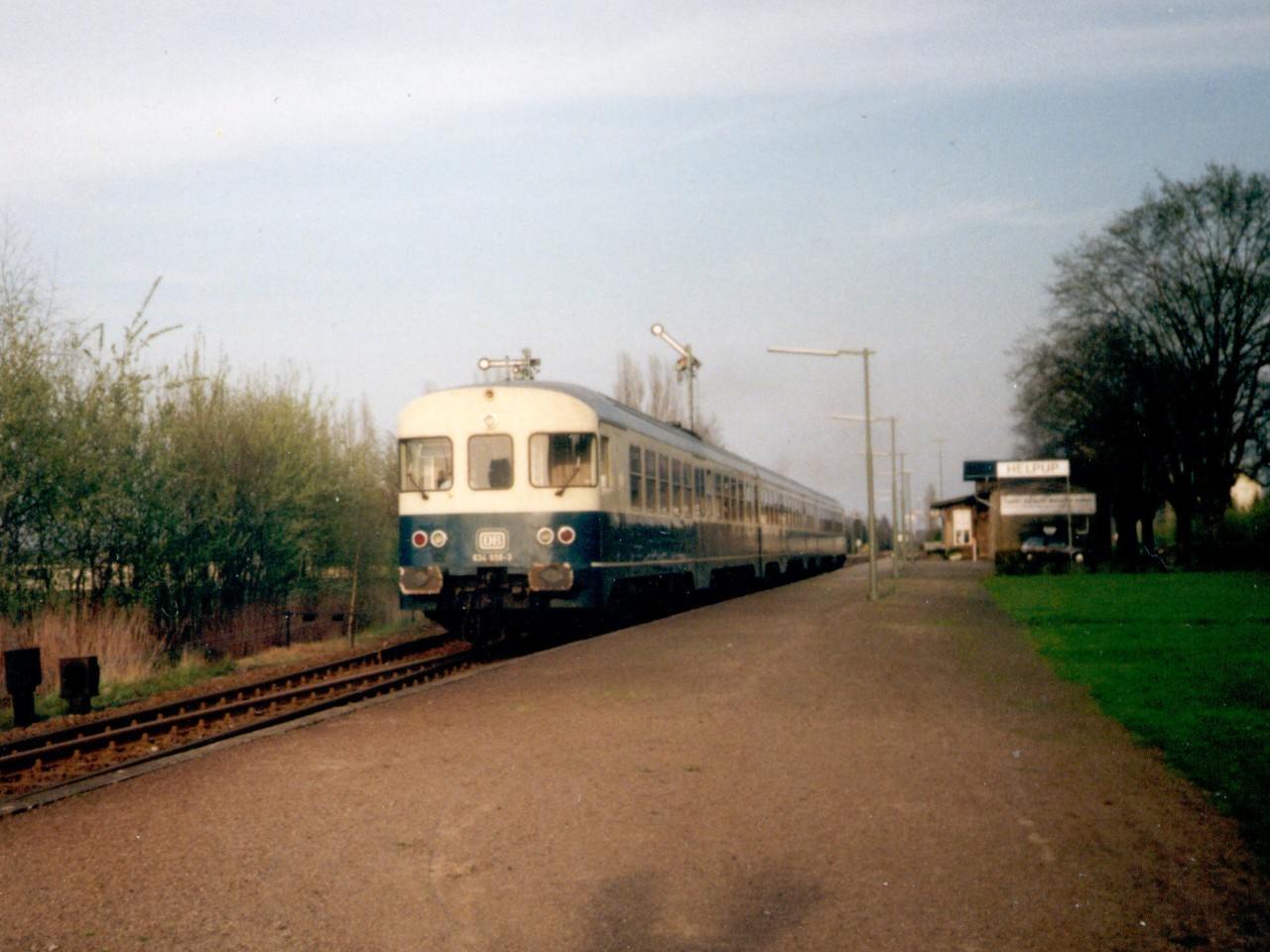
634 656 setzt nach erfolgter Zugkreuzung seine Fahrt fort als Nahverkehrszug Lemgo–Bielefeld, Helpup 1990

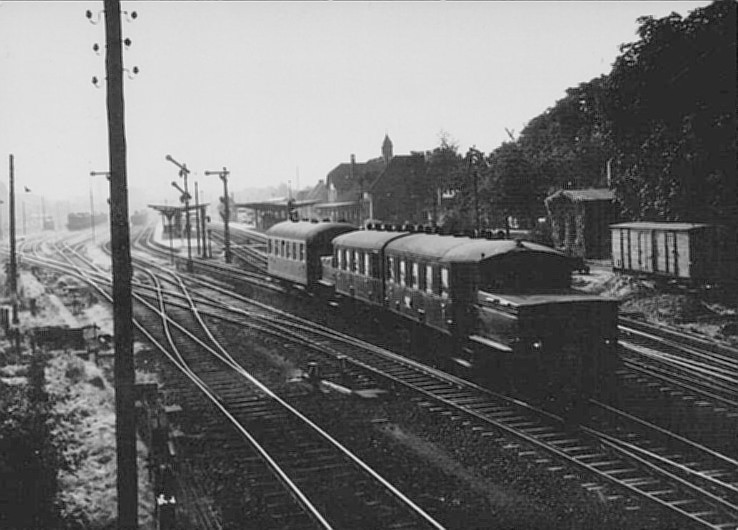
ETA 177 im Bahnhof Lage mit Ausfahrt nach Bielefeld, 1954

Die Elektrifizierung der Begatalbahn ist 1975 durch Lemgoer Interventionen auf politischer Ebene verhindert worden. Die Bundesbahn wollte nur den Abschnitt Lage–Bielefeld mit Fahrdraht ausrüsten; der schon Mitte der 1970er-Jahre defizitär betriebene Abschnitt nach Hameln wäre dadurch langfristig abgekoppelt worden. Das hätte bedeutet, dass Lemgo seinen Bahnanschluss verloren hätte. Am 27. September 1980 wurde der Personenverkehr nach Hameln tatsächlich eingestellt, gleichzeitig auch der Güterverkehr zwischen Hameln und Klein Berkel. Zwischen Klein Berkel und Aerzen endete der Güterverkehr am 31. Mai 1985. Die Strecke wurde bis Herbst 1985 zwischen Hameln und Aerzen schrittweise abgebaut. Der Abschnitt bis Aerzen wurde für Güterverkehr noch bis 1994 erhalten, dann erfolgte auch hier der Rückbau, so dass die Strecke heute nur noch bis Barntrup befahrbar ist. Danach fuhren nur noch Bedarfsgüterzüge und Museumszüge der Landeseisenbahn Lippe über Lemgo hinaus in östliche Richtung.
Dagegen wurde Mitte der 1980er-Jahre auf dem Streckenstück Lemgo–Bielefeld versuchsweise ein Taktfahrplan mit Dieseltriebzügen 624 nach heutigem Muster eingeführt, der zu den lang erhofften Steigerungen der Fahrgastzahlen führte.
Mit der Bahnreform erfolgte 1994 die Umnummerierung der Kursbuchstrecke 204 in 404.

### Entwicklung der Strecke seit 1995

#### Infrastruktur

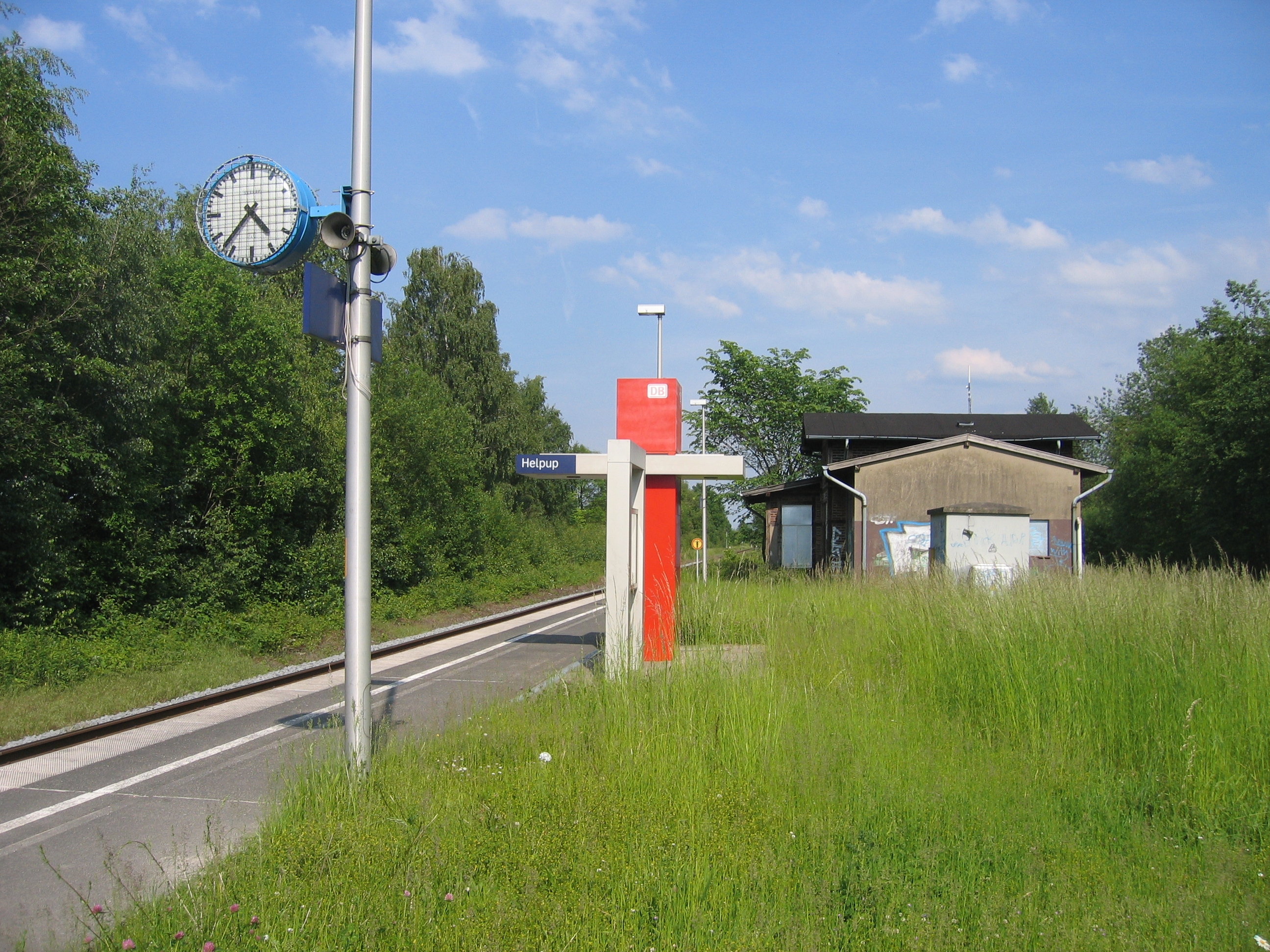
Bahnhof Helpup im Wandel der Zeit: Das alte Empfangsgebäude neben dem „modernen“ Haltepunkt, Mai 2009

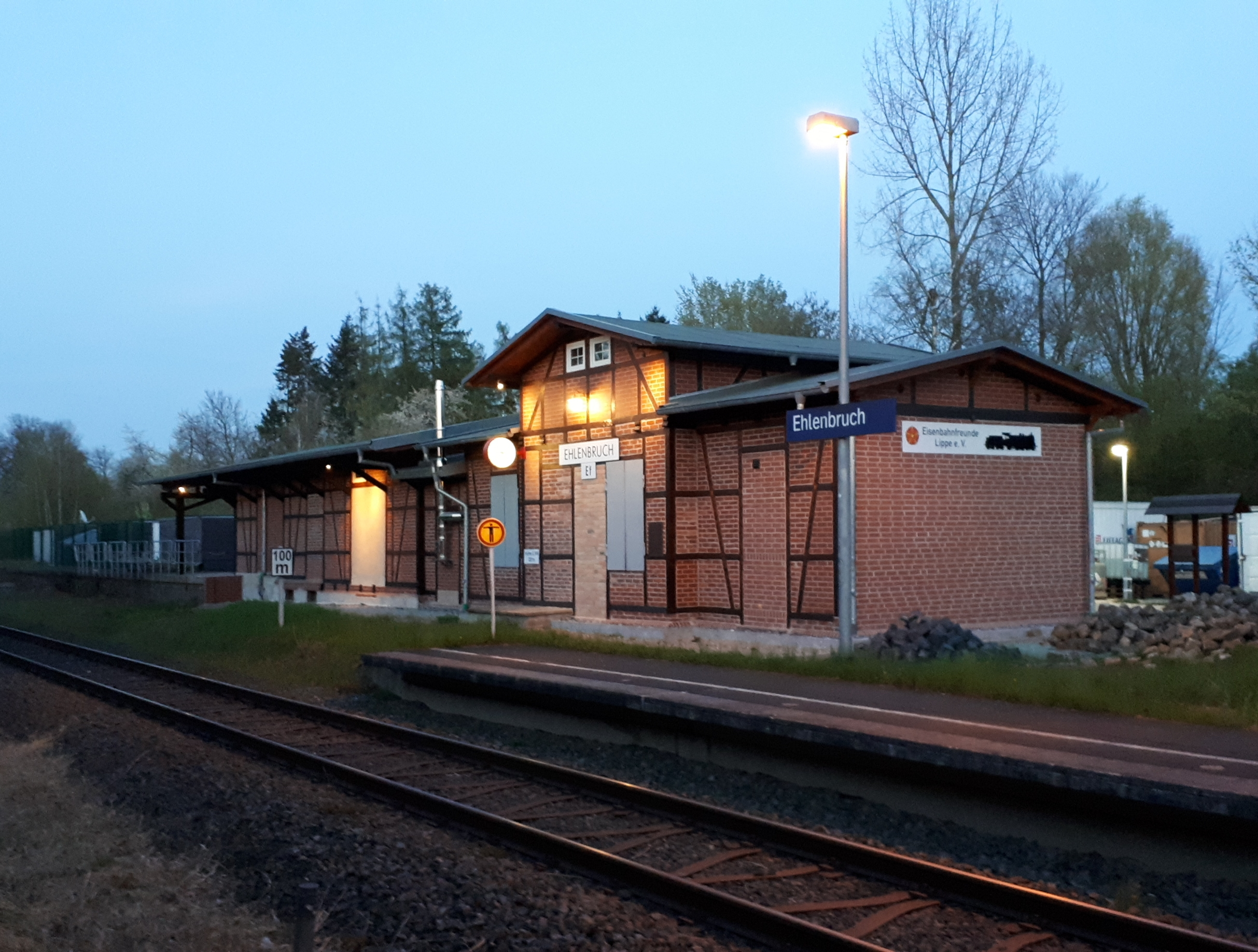
Bahnhofsgebäude in Ehlenbruch nach Renovierung durch die Eisenbahnfreunde Lippe, 25. April 2021.

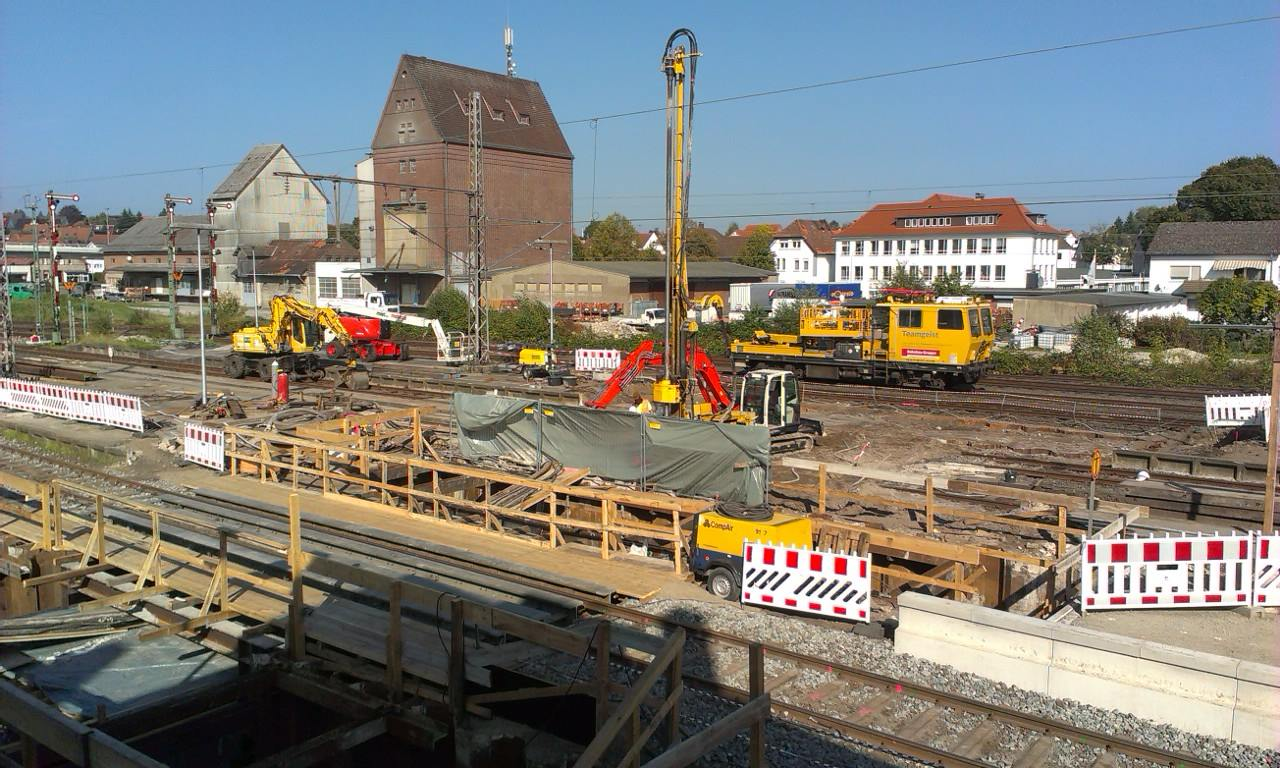
Bahnhof Lage während der Modernisierung, 14. Oktober 2014.

Renovierte Trasse – noch ohne Gleise – zwischen Lemgo und Lemgo-Lüttfeld am 15. Mai 2006.

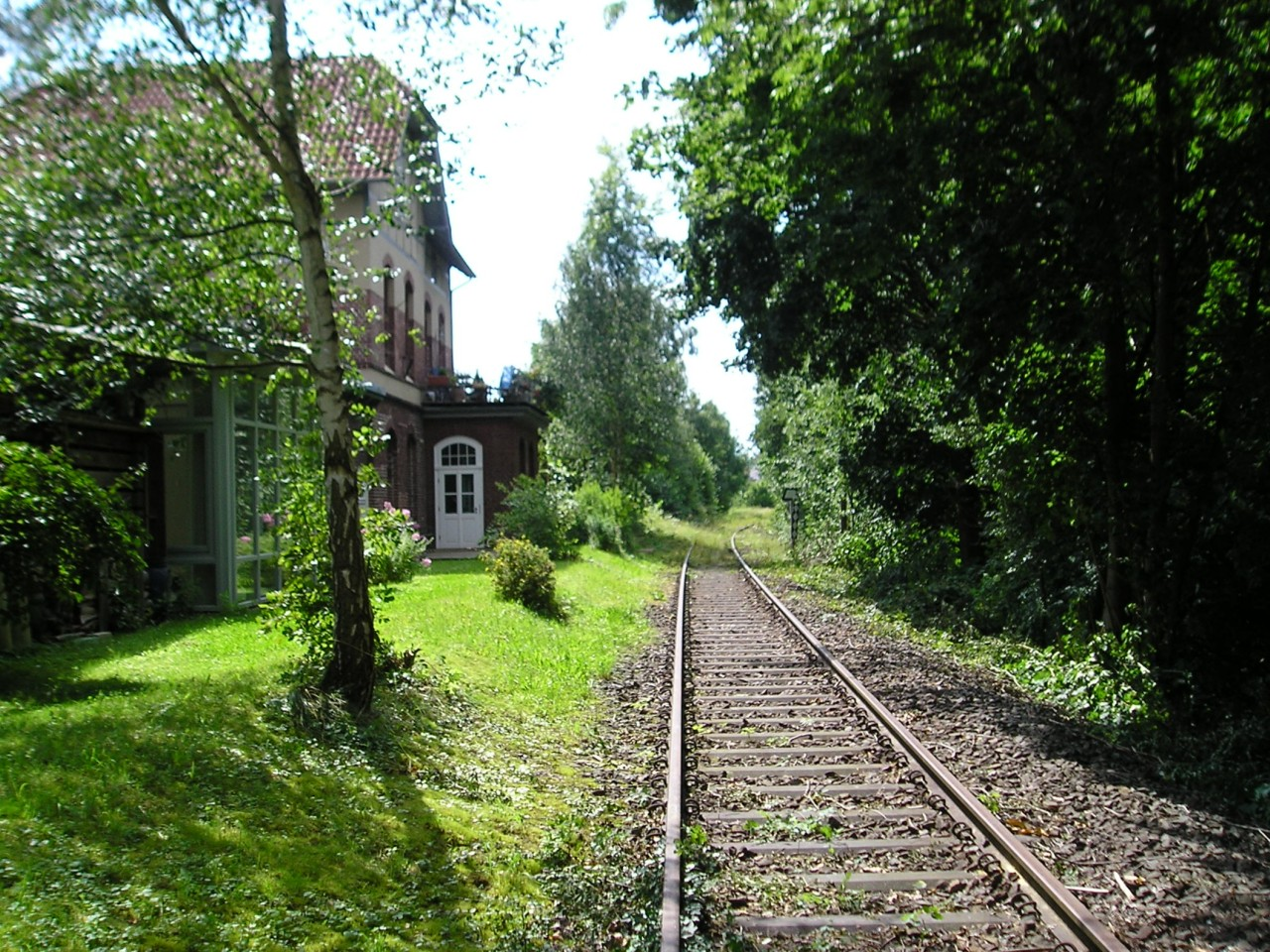
Bahnhof Brake (Lippe) am 22. Juli 2007, nun mit Trapeztafel zur Deckung des Abschnittes Lemgo–Lüttfeld.

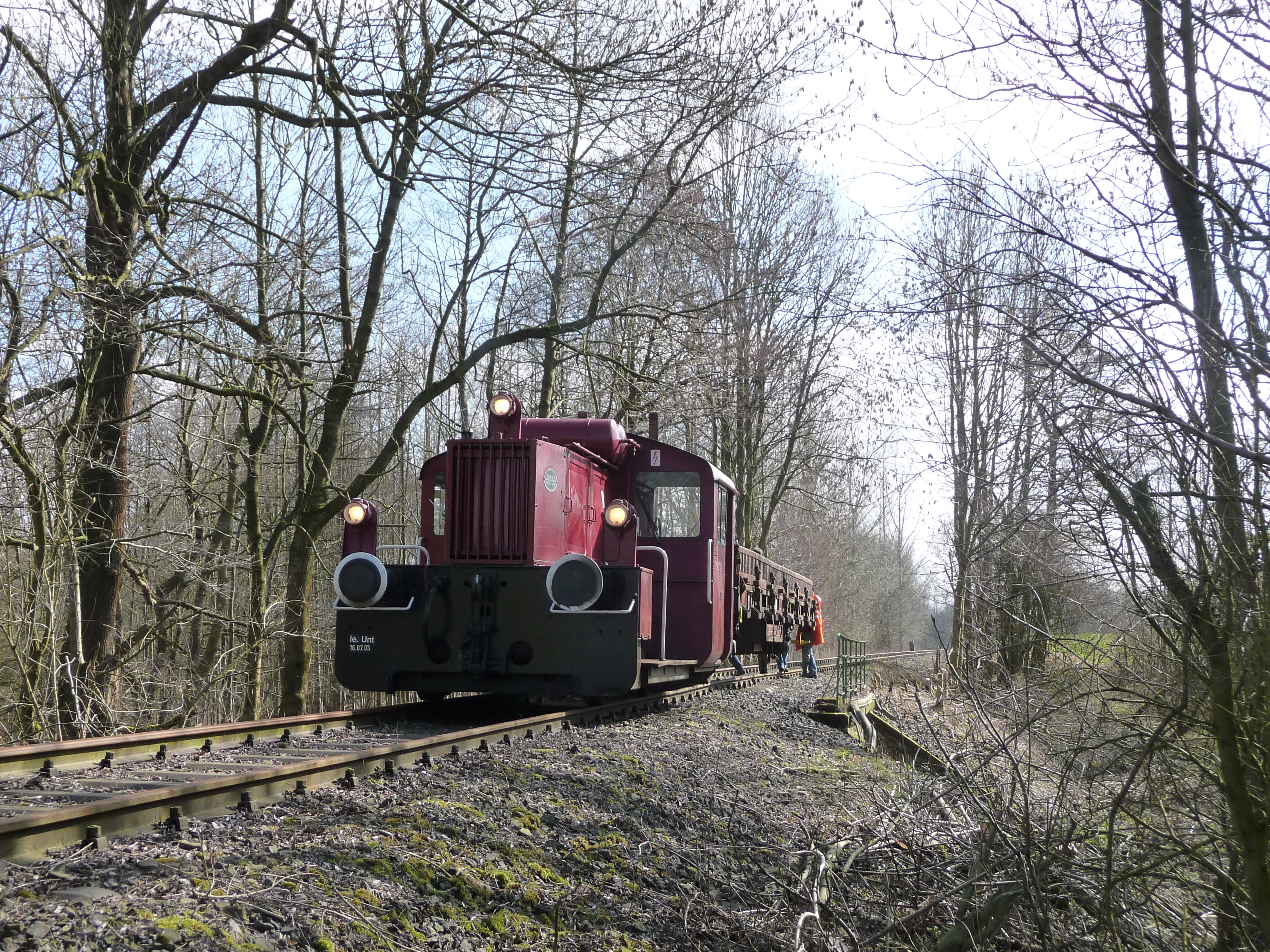
Köf 6815 der Landeseisenbahn Lippe im Bauzugdienst bei Farmbeck, 19. März 2009.

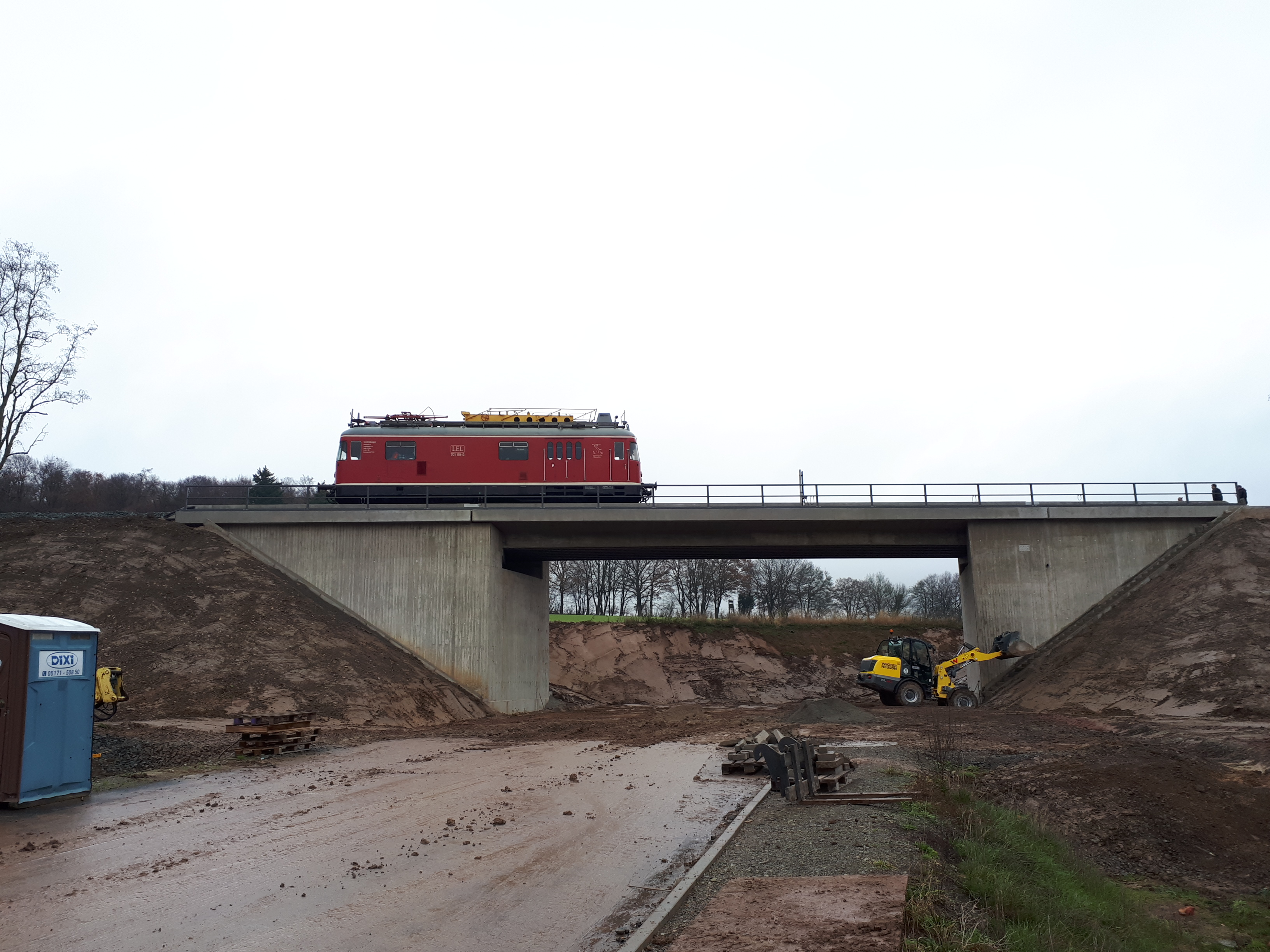
Neue Eisenbahnbrücke bei Barntrup zur Überquerung der zukünftigen Umgehungsstraße, 3. Dezember 2019.

In den Jahren 1995 und 1996 wurden in den Schulferien nach und nach alle Streckenabschnitte zwischen Bielefeld Ost und Lemgo grundlegend saniert und für eine Höchstgeschwindigkeit von 80 km/h ausgebaut. Als Besonderheit kamen hierbei in größerem Umfang sogenannte Y-Schwellen zum Einbau. Die Bahnhöfe Ehlenbruch und Helpup wurden in unbesetzte Haltepunkte umgewandelt, wodurch sich die Leistungsfähigkeit der Strecke verringerte. Der Bahnhof Oerlinghausen erhielt ein elektronisches Stellwerk, zugleich fand eine Veränderung des Gleisplans statt, so dass kreuzende Züge beide im Gleis 1 zum Halten kommen, das nun in zwei Abschnitte unterteilt ist. Der Bahnsteigteil in Richtung Bielefeld ist gleichzeitig Bushaltestelle für Stadtbusse nach Oerlinghausen-Südstadt und Regionalbusse.
Der Haltepunkt Oldentrup wurde wiedereröffnet. Die Stationen Lemgo und Hörstmar bekamen neue Bahnsteige auf 76 cm Höhe, die einige Monate später modernisierten Haltepunkte Oldentrup, Ubbedissen, Helpup und Ehlenbruch bekamen Bahnsteige aus Fertigelementen mit 55 cm Höhe. Gleis 1 in Lemgo wurde später noch aufgeschottert, so dass auch hier eine Bahnsteighöhe von 55 cm entstand. In Oerlinghausen behielt der Hausbahnsteig seine Höhe von 76 cm, während der neue Bahnsteig 1 wiederum mit den Fertigelementen auf 55 cm gebracht wurde.
Der nicht als Verkehrsstation genutzte Bahnhof Hillegossen wird seither vom Bahnhof Oerlinghausen aus ferngesteuert und kann für Zugkreuzungen genutzt werden. In Bielefeld Ost wurden die Weichen zum Gleis 1 ausgetauscht, so dass die Geschwindigkeit hier nach einer signaltechnischen Anpassung von 40 auf 60 km/h erhöht werden konnte. Im anschließenden Abschnitt bis Bielefeld Hauptbahnhof fanden keine Veränderungen statt, die Höchstgeschwindigkeit beträgt hier weiterhin 60 km/h.
2001 fand eine Übereignung des Abschnitts Barntrup – Lemgo einschließlich des Bahnhofs Lemgo von der Deutschen Bahn an die Verkehrsbetriebe Extertal (VBE) statt. Den immer wieder laut gewordenen Stilllegungsabsichten der Bahn war damit ein Riegel vorgeschoben worden. Allerdings unternahmen auch die VBE vorerst keine konkreten Anstrengungen, diesen Abschnitt wieder zu reaktivieren, was auf Grund der erheblichen Rückbauten und teilweisen Entwidmung unter ökonomischen Gesichtspunkten grundsätzlich nur noch bis Barntrup möglich ist. Im Gegenteil wurden nach der Übereignung eingetretene Sturmschäden nicht mehr beseitigt, es fand keine Unterhaltung mehr statt, und die gesamte Anlage östlich von Lemgo lag fortan brach. Im gleichen Zeitraum etwa entstand auch der Begriff „Begatalbahn“ für diesen Streckenabschnitt, der dem Trend folgt, Bahnstrecken nach parallel führenden Flüssen oder Bergen zu benennen. Grund für die Namenssuche war die Anpassung an den Namen der VBE-Stammstrecke, der Extertalbahn. Da die Bega der Fluss mit dem längsten Parallelverlauf ist, war die Namensanpassung relativ schnell vollzogen.
Erst 2005 konnten die lange gehegten Pläne im Rahmen einer ersten Ausbaustufe in die Realität umgesetzt werden. Mit finanzieller Unterstützung des Landes Nordrhein-Westfalen und der Stadt Lemgo und auf Bestellung des Verkehrsverbundes OstWestfalen-Lippe wurde Ende September 2005 die Reaktivierung eines 1,1 Kilometer langen Streckenabschnitts vom Bahnhof Lemgo bis Lemgo-Lüttfeld in Angriff genommen. Dieser komplett neu zu errichtende Haltepunkt bedient den Innovation Campus Lemgo mit der Hochschule Ostwestfalen-Lippe, den Forschungseinrichtungen, den Berufsschulen und der Lipperlandhalle. Parallel dazu fanden Umbauten im Bahnhof Lemgo zur Modernisierung der Sicherungstechnik statt. Der Bahnhof Lemgo wird nun von der VBE-Zentrale in Bösingfeld aus ferngesteuert. Mit dem Umbau wurden auch die nutzbaren Gleislängen in Lemgo zurückgebaut, so dass Güterverkehr seither nur unter erschwerten Bedingungen möglich ist.
Der planmäßig nicht genutzte Abschnitt bis Barntrup wurde bis 2009 durch freiwillige Helfer und Mitglieder der Landeseisenbahn Lippe freigeschnitten und instand gesetzt, so dass zumindest zwischen Dörentrup und Barntrup ein musealer Zugverkehr betrieben werden kann (siehe auch Abschnitt: „Musealer Verkehr“). Seit April 2013 ist der Abschnitt zwischen Dörentrup und Lemgo-Lüttfeld nur noch eingeschränkt befahrbar, er wird jedoch weiterhin durch die Landeseisenbahn Lippe e. V. (LEL) gepflegt, so dass Überführungen und Bauzüge zwischen Dörentrup und Lemgo-Lüttfeld als Rangierfahrten verkehren können. Einer Nutzung dieses Abschnitts für den Museumsbahnverkehr steht derzeit die durch Korrosionsschäden beeinträchtige Walkenfeldbrücke über die Bega in Lemgo-Brake und eine schadhafte Entwässerung bei Vossheide entgegen. Ansonsten ist der Streckenabschnitt in verhältnismäßig gutem Zustand, ebenso werden alle technischen Bahnübergangssicherungen instand gehalten.
Im März 2011 begannen die Arbeiten an der letzten Umbaustufe des Bahnhofs Lemgo. Die Umbauarbeiten umfassen einen Brückenneubau, die Schließung eines Bahnübergangs und die damit verbundene Trassenverlegung an der westlichen Bahnhofseinfahrt.
Am 25. Januar 2013 ging das elektronische Zentralstellwerk (ESTW-Z) Lage in Betrieb. Es übernahm nach und nach die Steuerung der Bahnhöfe entlang des Haller Willem, der Sennebahn und der Strecke Münster – Rheda-Wiedenbrück, später wurden auch die Bahnhöfe Detmold und Remmighausen sowie die Blockstelle Sylbach angebunden.
Mitte 2014 begann die Modernisierung der Verkehrsstation Lage (Lippe). Bis August 2016 wurden die Bahnsteiganlagen und der Personentunnel komplett erneuert, Fahrstühle installiert und ein Bus/Schiene-Verknüpfungspunkt (ZOB) eingerichtet. Die Gleisanlagen blieben hierbei unverändert, das ehemalige Gleis 1 wurde nun abgebaut.
Für die Zukunft gibt es Forderungen der Bündnisse Pro Bahn, Pro Begatalbahn und Smart Railway OWL nach weiteren Verbesserungen der Infrastruktur. So wünscht man sich weiterhin die Reaktivierung des Abschnittes Lemgo-Lüttfeld – Barntrup für den Personenverkehr, eine zumindest teilweise Elektrifizierung, eine kundenfreundlichere Gestaltung der Bahnsteiganordnung in Oerlinghausen sowie eine verbesserte Leistungsfähigkeit der Strecke z. B. durch zusätzliche Kreuzungs- und Begegnungsmöglichkeiten.
Relativ unbemerkt von der Öffentlichkeit wurde die Pflege des Streckenabschnittes Lemgo-Lüttfeld – Dörentrup Anfang 2021 beendet, und die des Abschnittes Dörentrup – Barntrup auf das Nötigste reduziert. Ebenso hat die Landeseisenbahn Lippe ihre historischen Fahrten auf der Begatalbahn eingestellt und beschränkt ihre Aktivitäten nun ausschließlich auf die Extertalbahn. Hintergrund ist einerseits die bevorstehende standardisierte Bewertung zur Reaktivierung des SPNV, und andererseits das Ende des Mietverhältnisses der einzigen Streckendiesellok der LEL.

#### Personennahverkehr

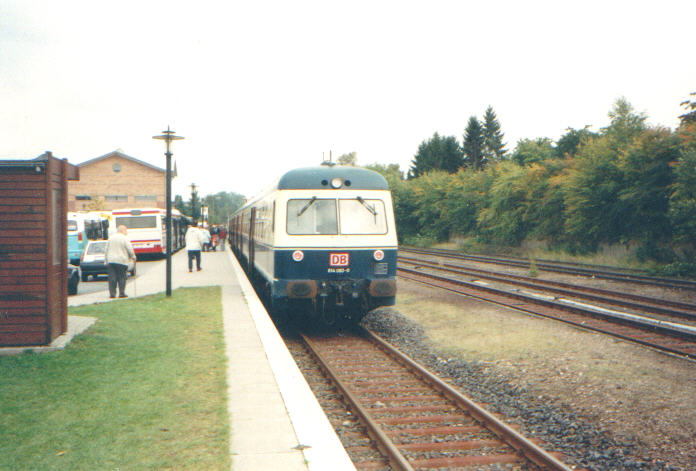
Zug der DB-Baureihe 614 (614 083) im Januar 1997 in Lemgo.

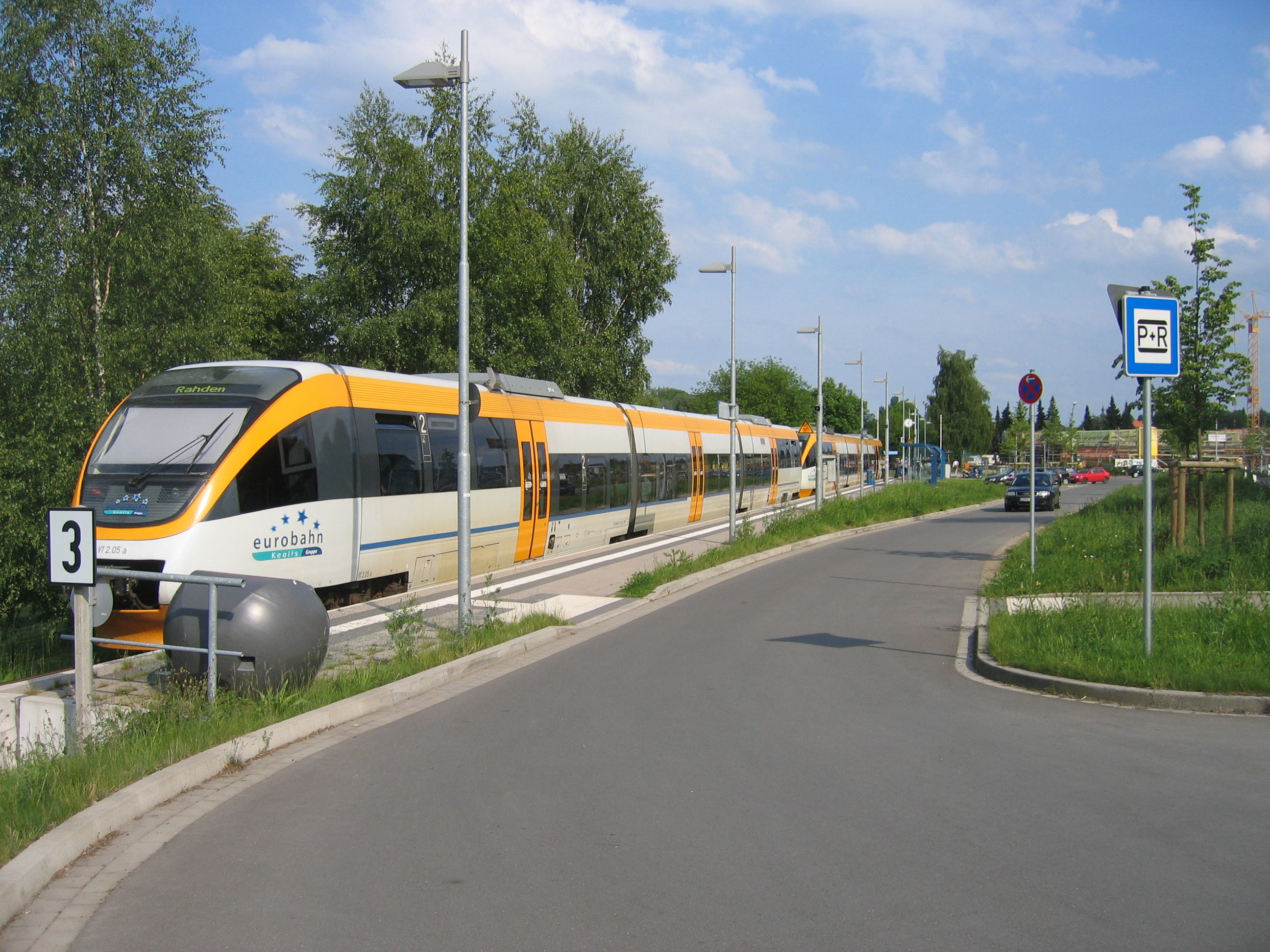
Doppeltraktion der RB 73 im Endhaltepunkt Lemgo-Lüttfeld.

Nach Abschluss des Ausbaus ging die Strecke Bielefeld – Lemgo zunächst mit unverändertem Angebot wieder in Betrieb. Die Fahrzeiten verkürzten sich um insgesamt etwa 10 Minuten. Die Zugkreuzungen wurden von Helpup nach Oerlinghausen verlagert.
1998 wurde im Rahmen der ersten Stufe des Integralen Taktfahrplans NRW zusätzlich zum Stundentakt Bielefeld – Lemgo als Ersatz für den entfallenden RE Bad Bentheim–Altenbeken die Linie RE 82 „Der Leineweber“ eingeführt, die zunächst im Zweistundentakt Münster – Warendorf – Bielefeld – Detmold (– Altenbeken) verkehrte und an beiden Endpunkten Anschluss zum Fernverkehr bot. Das Angebot wurde von einem ursprünglichen Zweistundentakt durch zusätzliche Zwischenzüge Bielefeld – Detmold zum Stundentakt in dieser Relation ausgebaut, so dass jetzt durch Überlagerungen ein Halbstundentakt auf dem Abschnitt Bielefeld – Lage besteht. Seit Dezember 2013 ist die Durchbindung der Linien RE 82 und RB 73 nach Münster oder Rahden durch das Wenden ankommender Züge binnen 4 Minuten auf die nächste Abfahrt Richtung Lage ersetzt worden.
Der reaktivierte Streckenabschnitt Lemgo – Lemgo-Lüttfeld (nahe der Technischen Hochschule OWL) wurde am 28. Juli 2007 offiziell eröffnet; seither fahren alle Züge der RB 73 durchgehend von Bielefeld nach Lemgo-Lüttfeld.
Betrieben wurde der Personenverkehr zunächst vom Geschäftsbereich Personenverkehr der Deutschen Bahn, später DB Regio. Nach Ausschreibung der Nahverkehrsleistungen auf der RB 73 Bielefeld–Lemgo durch den Verkehrsverbund OstWestfalenLippe übernahm die Eurobahn Mitte 2000 die Leistungen. Montags bis samstags wurde die Linie als „Der Lipperländer“ im Stundentakt mit Kreuzung in Oerlinghausen, sonntags alle zwei Stunden bedient. Der RE 82 verblieb zunächst bei DB Regio.
Etwa 2001 wurde neben allen anderen Dieselstrecken rund um Bielefeld auch der RE 82 „Der Leineweber“ (Bielefeld – Lage – Detmold – Altenbeken) nach Ausschreibung oder freier Vergabe an einen neuen Betreiber vergeben. Seit Dezember 2003 bediente die NordWestBahn diese Linie. In Bielefeld war der RE 82 auf die RB 67 „Der Warendorfer“ nach Münster und die RB 73 auf die RB 71 „Ravensberger Bahn“ nach Herford–Bünde–Rahden durchgebunden.
Der Verkehrsvertrag für die RB 73 (und RB 71) wurde im Rahmen einer zweiten Ausschreibung für drei weitere Jahre bis 2013 an die Eurobahn vergeben. Die Folgeausschreibung des „OWL-Dieselnetzes“ für den Zeitraum 2013 bis 2025 gewann wiederum die Eurobahn, die nun auch die Verkehrsleistungen der Linie RE 82 erbringt. Seit August 2024 bedient infolge Personalmangels bei der Eurobahn die DB Regio die Linie 82, allerdings erneut nur auf dem Abschnitt Bielefeld–Horn-Bad Meinberg, also ohne Fernverkehrsanschluss in Richtung Kassel. Der stark reduzierte Ersatzfahrplan gilt bis Dezember 2025. Für den Zeitraum ab Dezember 2025 ist die Ausschreibung bereits vorangekündigt. Es werden dann voraussichtlich Bi-modale, batterieelektrische Triebzüge zum Einsatz kommen, die dann auf elektrifizierten Streckenabschnitten ihre Akkumulatoren aufladen, auf den nicht elektrifizierten Abschnitten dann emissionsfrei aus dem Akku ihre Energie beziehen.
Mit der Renovierung wurde der Fahrzeugeinsatz der RB 73 von der Baureihe 624 auf die Baureihe 628 umgestellt. Dies musste jedoch wenige Jahre später wegen gestiegenen Fahrgastaufkommens teils wieder rückgängig gemacht werden, so dass Lemgo auch wieder von Fahrzeugen der Baureihe 624 erreicht wurde. Umlaufbedingt gelangten zwischenzeitlich mit wenigen Leistungen auch Triebzüge der Baureihe 614 auf die Strecke. Mit der Übernahme der Verkehrsleistungen durch die Eurobahn kamen hier dann nur noch Triebzüge der Bauart Bombardier Talent zum Einsatz, gelegentlich unterstützt durch Alstom Coradia LINT.
Die Linie RE 82 Bielefeld – Münster verkehrte zunächst hauptsächlich mit Triebzügen der Baureihe 624, die anfangs durch Triebzüge der Baureihe 628, später durch solche der Baureihen 640 und 643 unterstützt wurden. Die Nordwestbahn bediente diese Linie, ebenso wie anschließend die Eurobahn, ausschließlich mit Bombardier Talent.

#### Güterverkehr

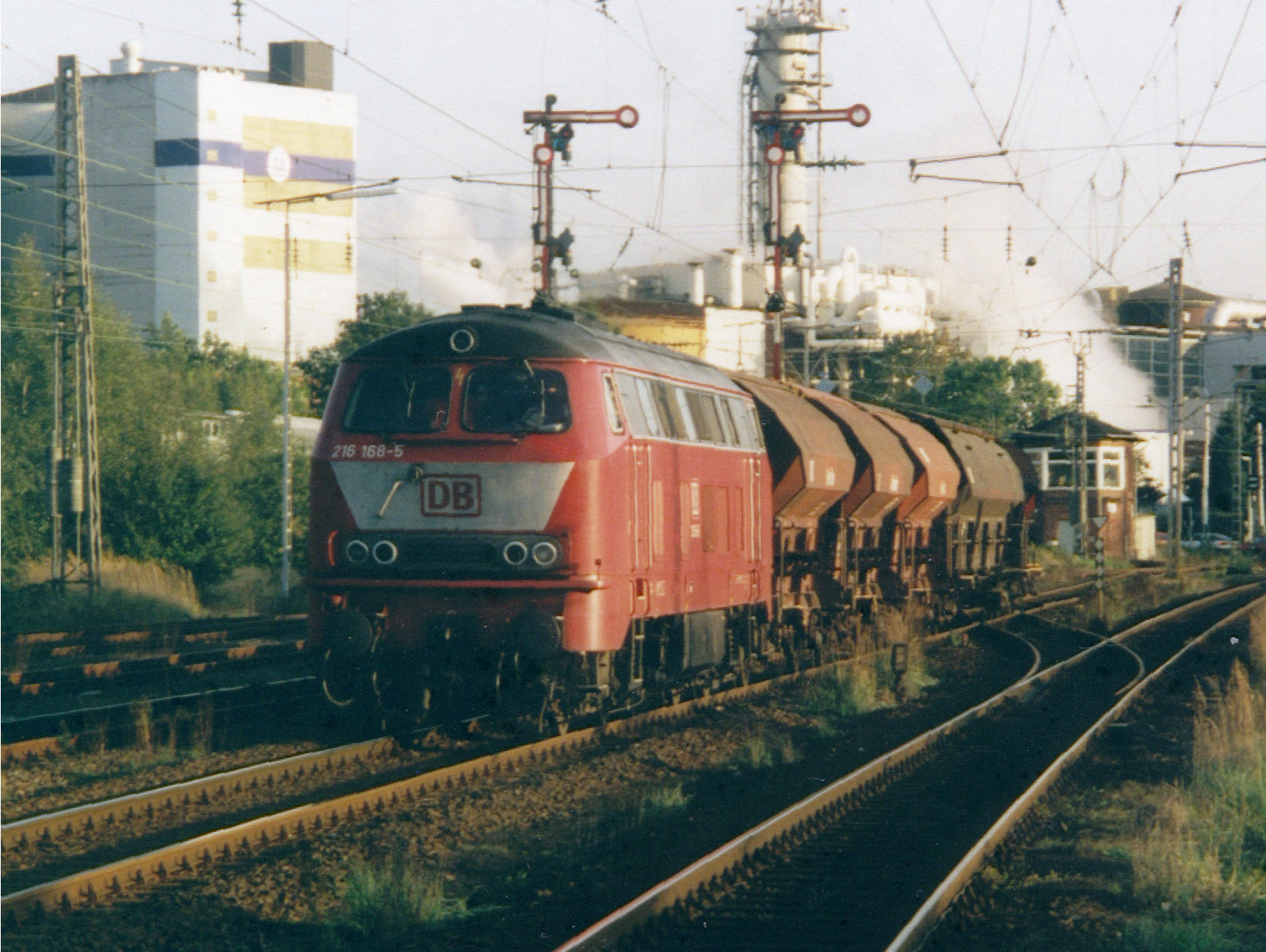
216 168 fährt im Oktober 1999 mit einem Getreidezug aus Rinteln Süd in den Bahnhof Lage ein.

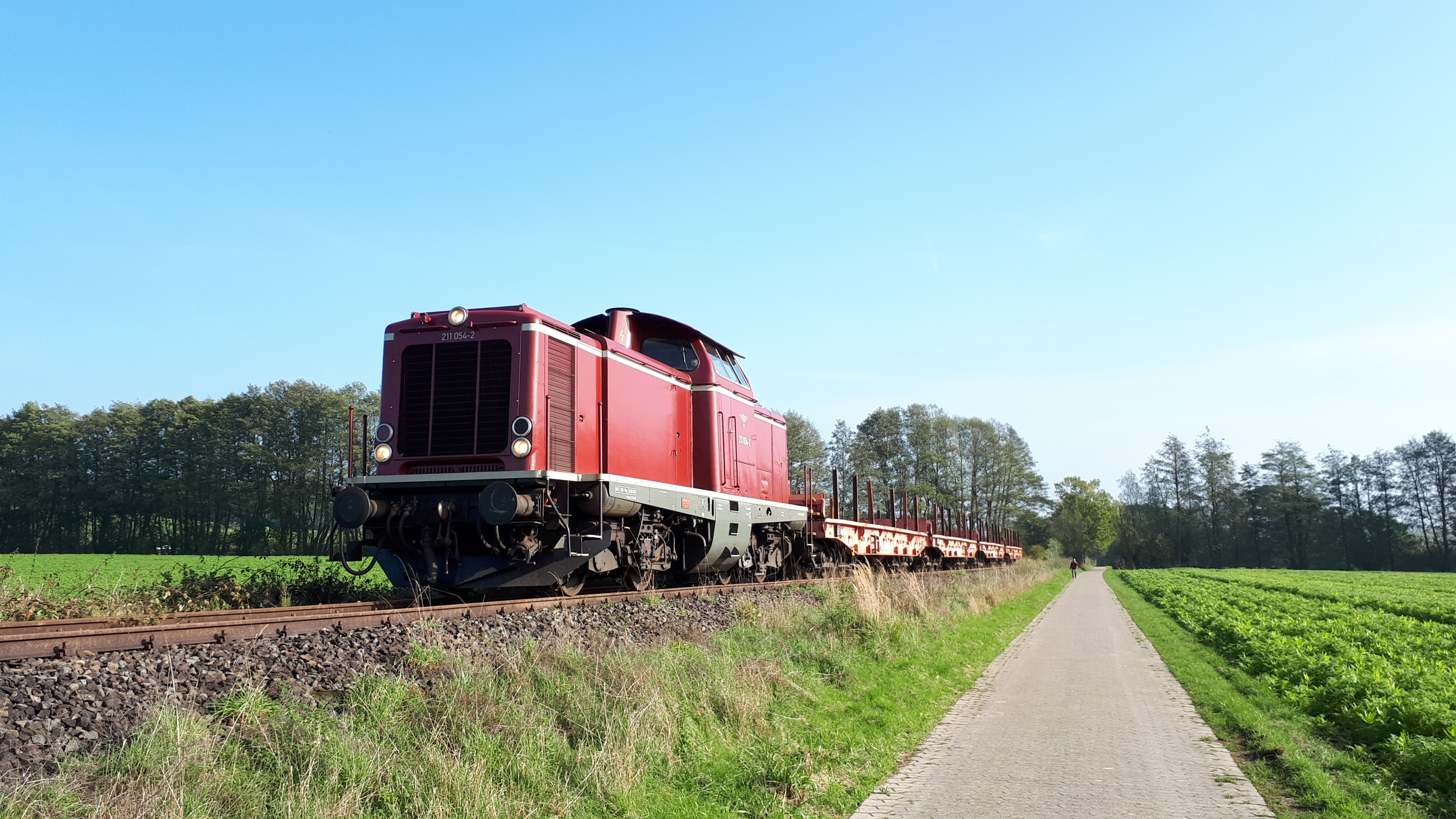
Am 23. Oktober 2019 befuhr ein Langschienentransport die Begatalbahn, hier in den Begaauen bei Brake.

Der Güterverkehr beschränkte sich zu dem Zeitpunkt bereits auf saisonale Getreidezüge von Rinteln Süd über Barntrup – Lemgo – Lage – Herford unter anderem nach Brake (Unterweser). Deren Beförderung oblag zumeist Diesellokomotiven der Baureihe 216, gelegentlich auch 232. Im Jahr 2000 fand die letzte Getreidesaison statt, seither gibt es Güterverkehr auf der gesamten Strecke nur noch sehr selten. Bemühungen um eine Reaktivierung des Güterverkehrs gab es immer wieder, diese scheiterten bisher jedoch zumeist an der Finanzierung der notwendigen Ertüchtigungsmaßnahmen der Infrastruktur. Durch umfangreiche Förderprogramme sind die Bedingungen inzwischen jedoch weitaus besser.

### Eingesetzte Fahrzeuge

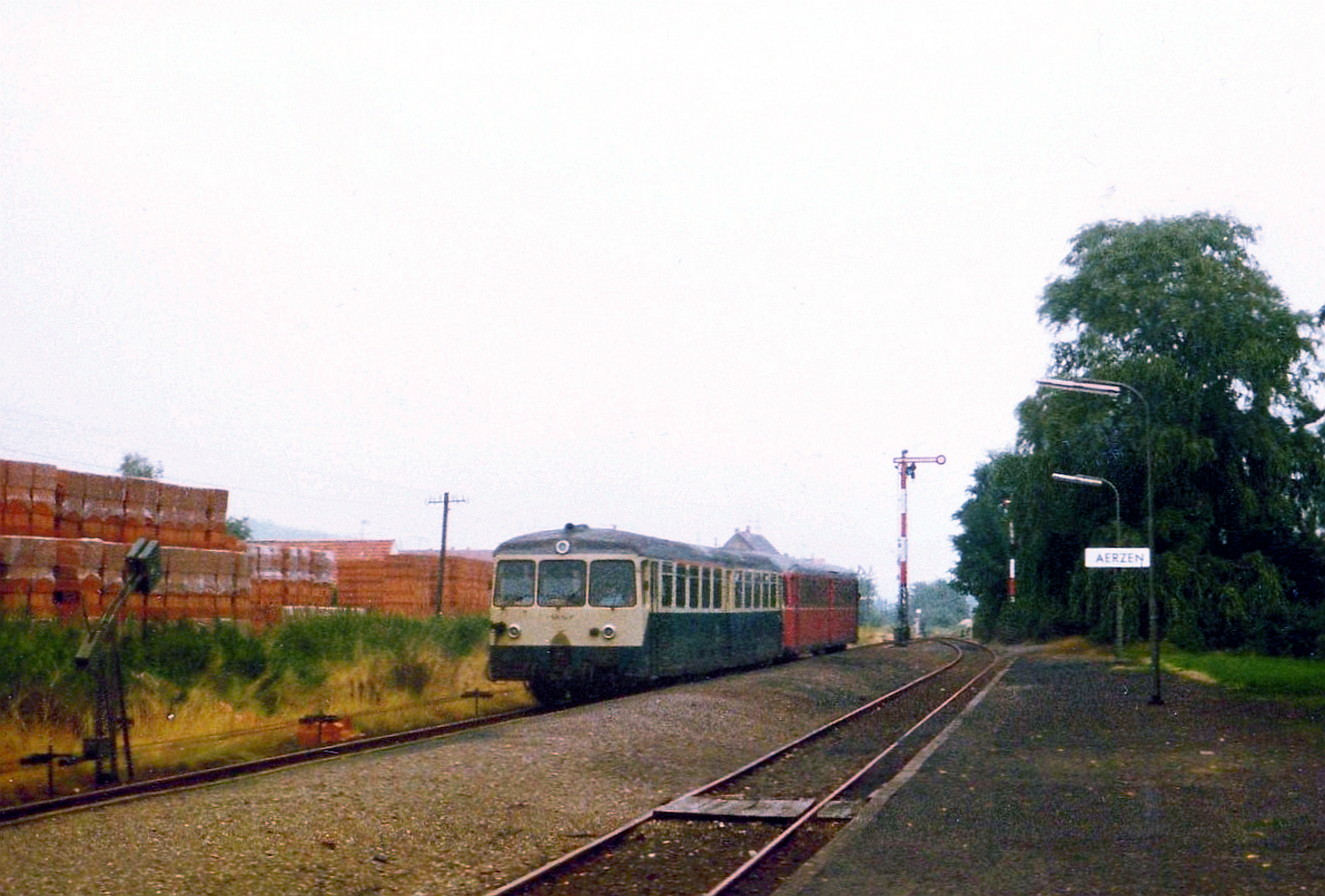
Triebwagen der Baureihe 515 mit Steuerwagen im Bahnhof Aerzen, Ende der siebziger Jahre

Die seit der Streckeneröffnung vorherrschende Dampflok-Bespannung der Strecke dominierte nach dem Krieg noch bis in die 1970er-Jahre hinein. War es in den Anfangsjahren noch die Preußische T 3, welche zur Zugförderung genutzt wurde, so musste schon ab 1910 die leistungsfähigere T 9.3 verwendet werden. Nach dem Ersten Weltkrieg tauchte auch die T 14 und später die Einheitslokomotive Baureihe 86 auf. In den 1930er-Jahren wurde mit der Preußischen G 10 eine Schlepptenderlokomotive auf der Strecke eingesetzt und blieb dort bis etwa 1954 im Einsatz. Sie wurde vor Güterzügen und gelegentlich auch vor Personenzügen verwendet. Nach dem Zweiten Weltkrieg befuhr die Preußische T 18 von 1948 bis 1953 die Strecke, wurde allerdings von 1953 bis 1961 von der T 14.1 abgelöst. Von 1949 bis 1963 war auch die Preußische P 8 auf der Begatalbahn in Betrieb. Den Abschluss des Dampfzeitalters in der Mitte der 1970er Jahre bildete die Baureihe 50, welche bei der Deutschen Bundesbahn im Grunde die Mehrzwecklokomotive für Personen- und Güterzüge war. Auch Lokomotiven der Baureihe 23 fuhr von 1969 bis 1972 auf dieser Strecke. In Ausnahmefällen, etwa bei der Beförderung von Militärgüterzügen mit Panzern oder mit Sondergüterzügen für einen kompletten Zirkus, konnte auch die schwere Baureihe 44 angetroffen werden.

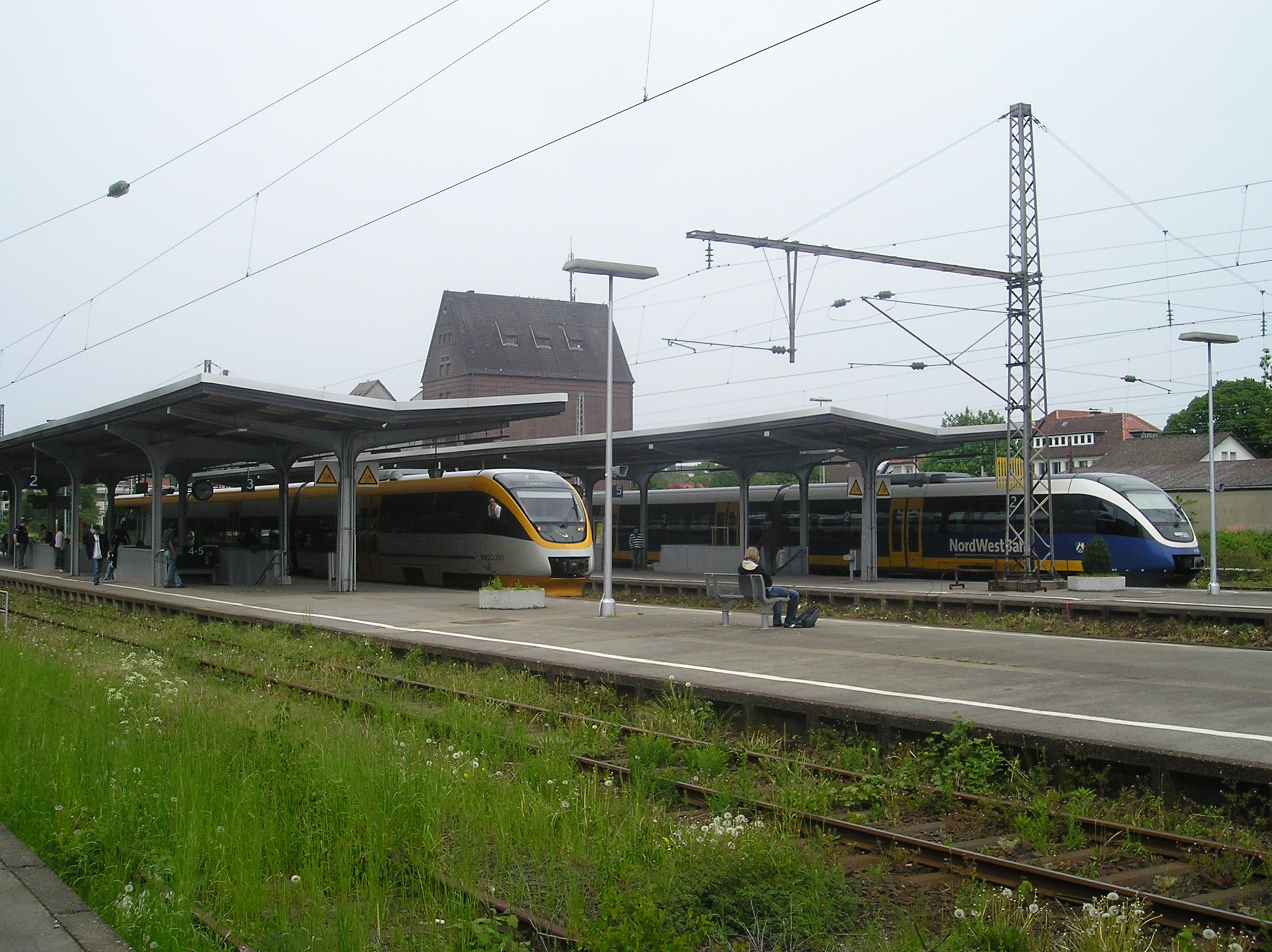
Zugkreuzung in Lage mit Eurobahn nach Lemgo und Nordwestbahn nach Bielefeld am 15. Mai 2006.

Ab Anfang der 1960er Jahre wurden Diesellokomotiven des Bw Bielefeld der Baureihe V 100 eingesetzt. Sie übernahmen die Aufgaben der Dampfloks zwischen Bielefeld und Lemgo. Güterzüge wurden zu dieser Zeit auch mit einer Wehrmachts-Diesellok der Reihe V 36 gefahren, ab 1968/69 auch mit Loks der Baureihe V 90 und ab 1973 mit denen der Reihe V 160. Die Baureihe 218 kam gelegentlich vor Militärzügen zum Einsatz.
Schon früh fuhren zu verkehrsschwächeren Zeiten Triebwagen auf der Strecke. Bereits ab 1912 wurden Wittfeld-Akkumulatortriebwagen vom Bw Hameln aus eingesetzt. Zur Zeit der Reichsbahn fuhren die Triebwagen nur bis Lage (Lippe). Nach dem Zweiten Weltkrieg modernisierte die Bundesbahn die Triebwagen, steigerte ihre Reichweite und setzte sie als ETA 177/178 und 180 auf der ganzen Strecke bis Bielefeld ein. Abgelöst wurden sie ab 1961 durch die neu gebauten Akku-Triebwagen der Baureihe ETA 150, welche sich bis 1980 halten konnten. Bei schlechten Witterungsverhältnissen, wie beispielsweise starkem Schneefall, wurden die Triebwagen oft von Dieselloks der Baureihen 211/212 gezogen.
1964 tauchten Dieseltriebwagen der DB-Baureihe VT 24 auf. Sie befuhren den Streckenabschnitt Barntrup–Bielefeld und weiter nach Münster. 1979 fuhr auch im Rahmen von Sondereinsätzen der TEE-Triebwagen der Baureihe 601 auf der Strecke. Vor der Privatisierung wurde auch die DB-Baureihe 628 eingesetzt. Heute fährt die Eurobahn die Linie RB 73 „Der Lipperländer“ von Bielefeld bis Lemgo-Lüttfeld und den RE 82 „Der Leineweber“ auf dem Streckenabschnitt von Lage (Lippe) bis Bielefeld mit dem Bombardier Talent.

## Aktuelles Verkehrsangebot
(Stand September 2023)

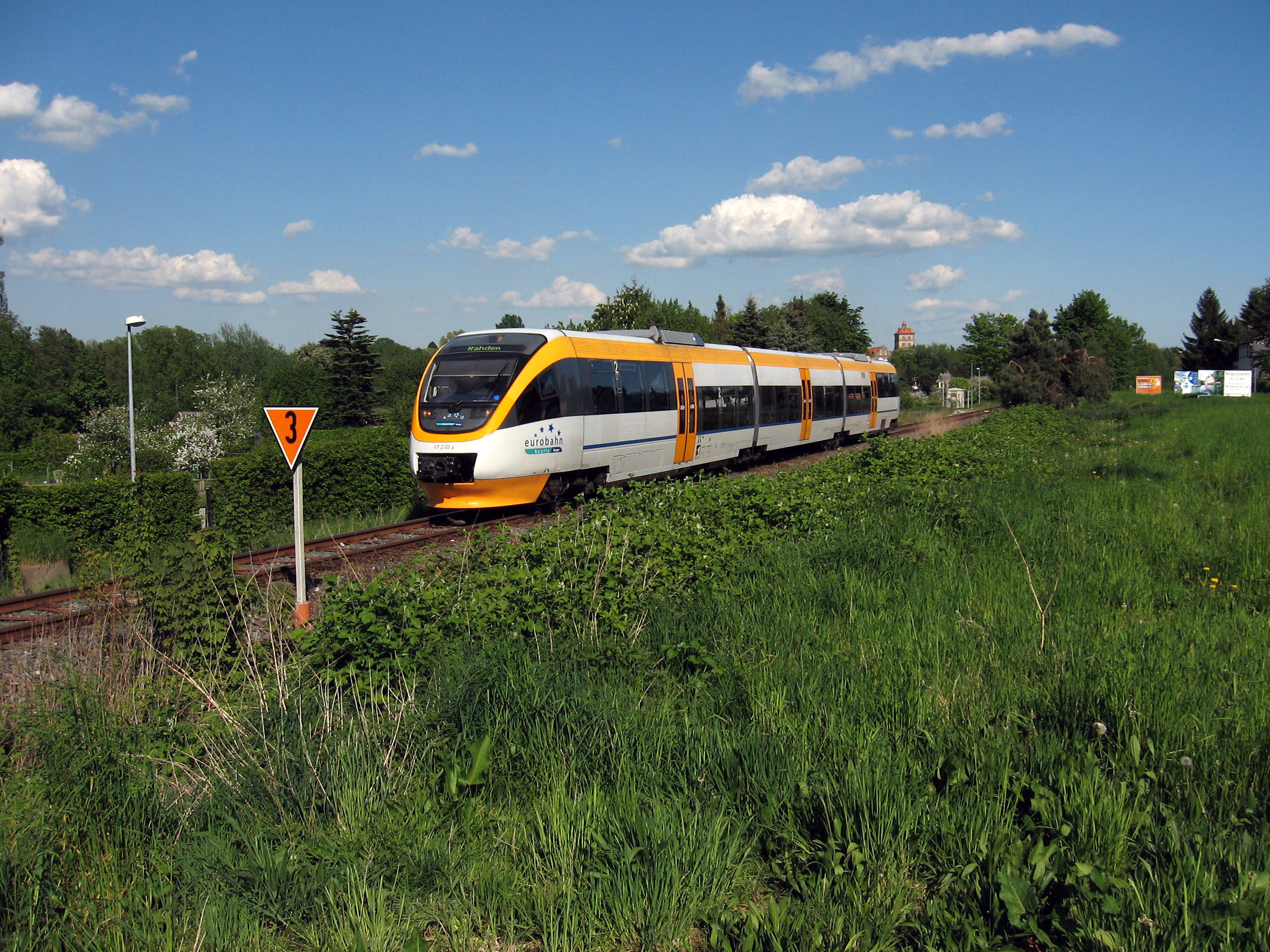
Der Lipperländer zwischen Lemgo und Lemgo-Lüttfeld

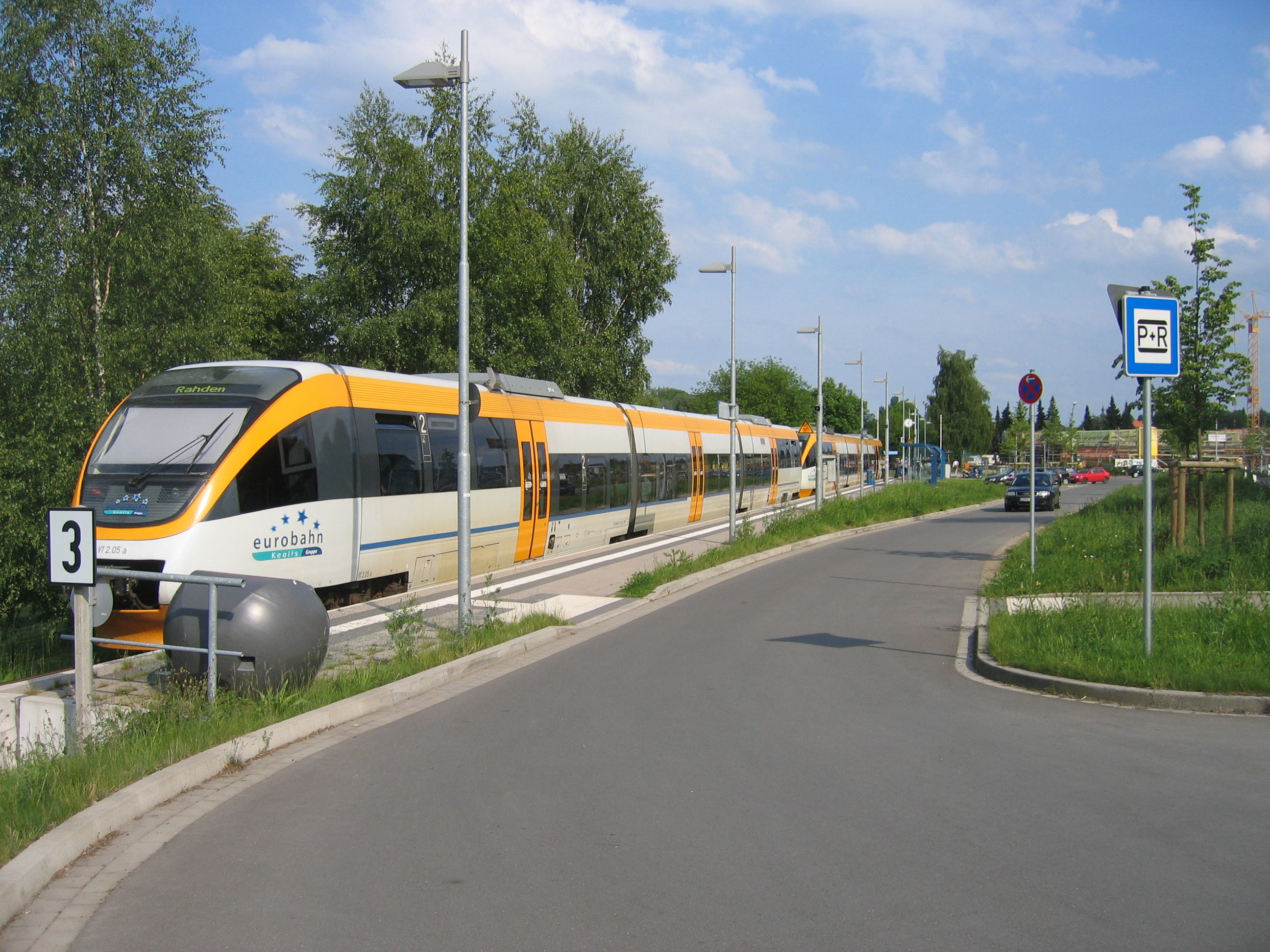
Bahnhof Lemgo-Lüttfeld

Die Bahnstrecke wird zwischen Bielefeld und Lemgo-Lüttfeld im Stundentakt von der Regionalbahn-Linie 73 „Der Lipperländer“ bedient. Außerdem verkehrt der Regional-Express Linie 82 „Der Leineweber“ (Bielefeld–Lage–Detmold–Altenbeken). Dadurch entsteht zwischen Lage und Bielefeld Hbf ein 30-Minuten-Takt. Kreuzung ist in Oerlinghausen.
Der Schienenpersonennahverkehr wird auf beiden Linien von der Eurobahn durchgeführt. Eingesetzt werden Talent-Dieseltriebwagen, zumeist die im Jahr 2000 beschafften VT 2.01 – 2.07. Die Durchschnittsgeschwindigkeit der RB 73 beträgt 46 km/h.

## Musealer Verkehr

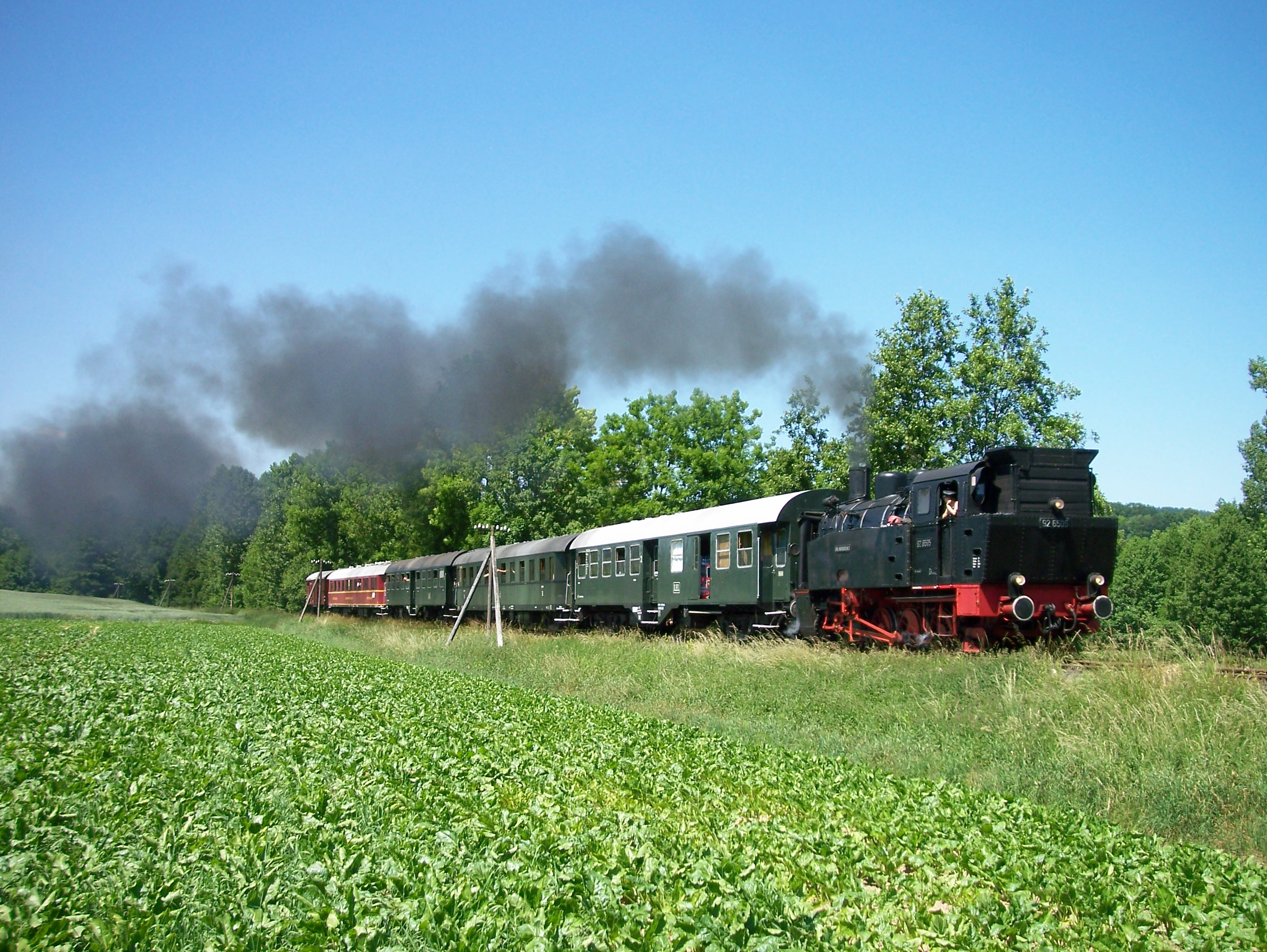
Dampflok Emil Mayrisch N.3 vor dem Museumszug bei Farmbeck, 27. Juni 2010

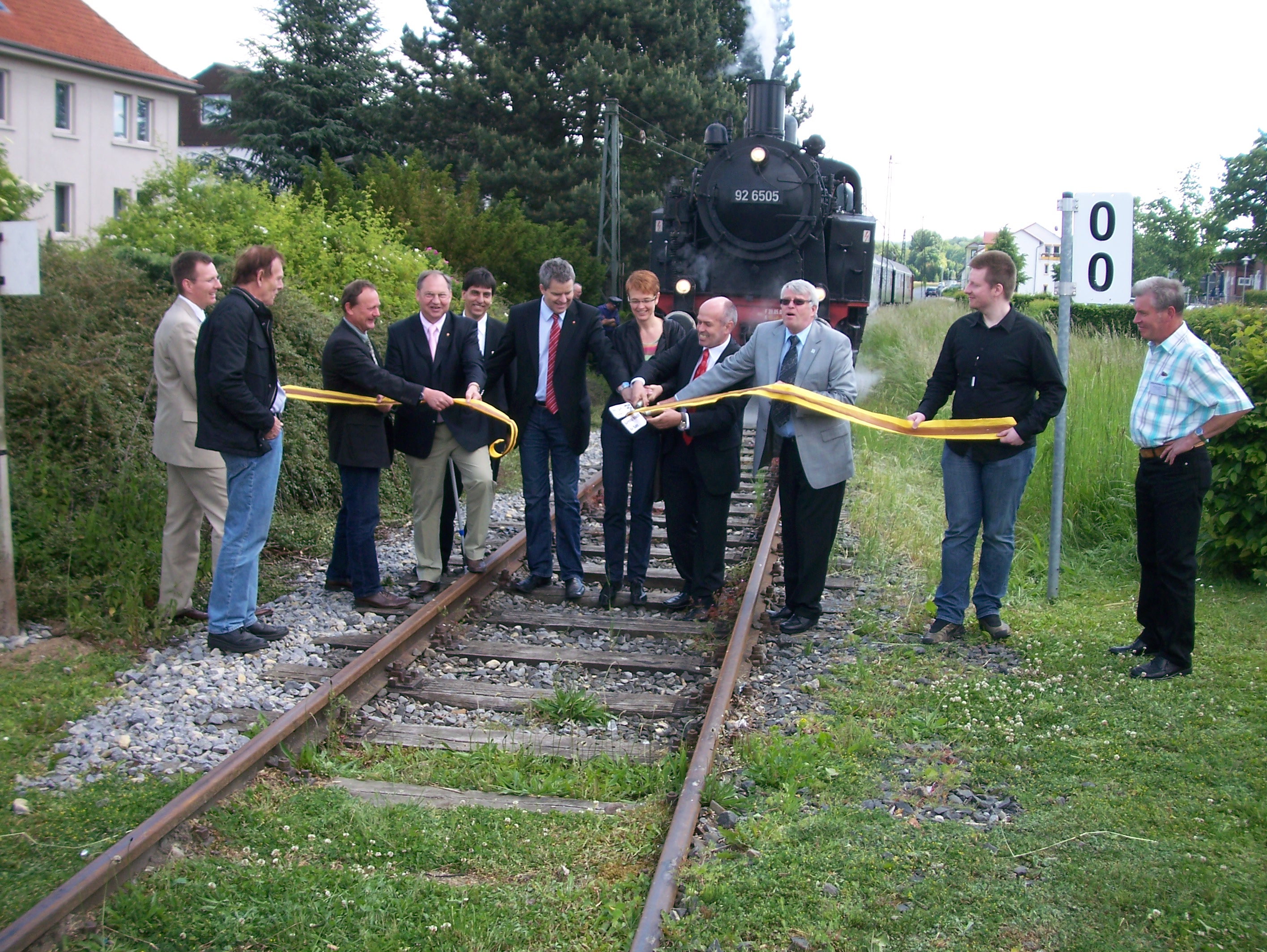
Die politischen Vertreter durchschneiden am 30. Mai 2009 das Band für die museale Eröffnungsfahrt

Die Landeseisenbahn Lippe e. V. hat seit 2007 die gepachtete Teilstrecke zwischen Barntrup und Dörentrup für den regulären Zugbetrieb wieder herrichten können. Dabei waren umfangreiche Arbeiten zu verrichten. Beispielsweise war ein größerer Vegetationsrückschnitt, das Aufstellen neuer Signalanlagen und die Instandsetzung von mehreren Bahnübergängen nötig. Seit dem 30. Mai 2009 fahren nun an bestimmten Tagen, von der Extertalbahn kommend, die musealen Züge der LEL von Bösingfeld über Barntrup weiter in Richtung Dörentrup.
Außerdem wurde 2009 im Haltepunkt Farmbeck das Projekt „Jugend unter Dampf“ gestartet. Ziel dieses Projekts ist es, einen fahrbaren „Jugendwaggon“ zu gestalten, mit dem später mobile Jugendarbeit in ganz Lippe stattfinden soll.

## Zukünftige Planungen

### Planungen zu einer Reaktivierung zwischen Lemgo und Barntrup

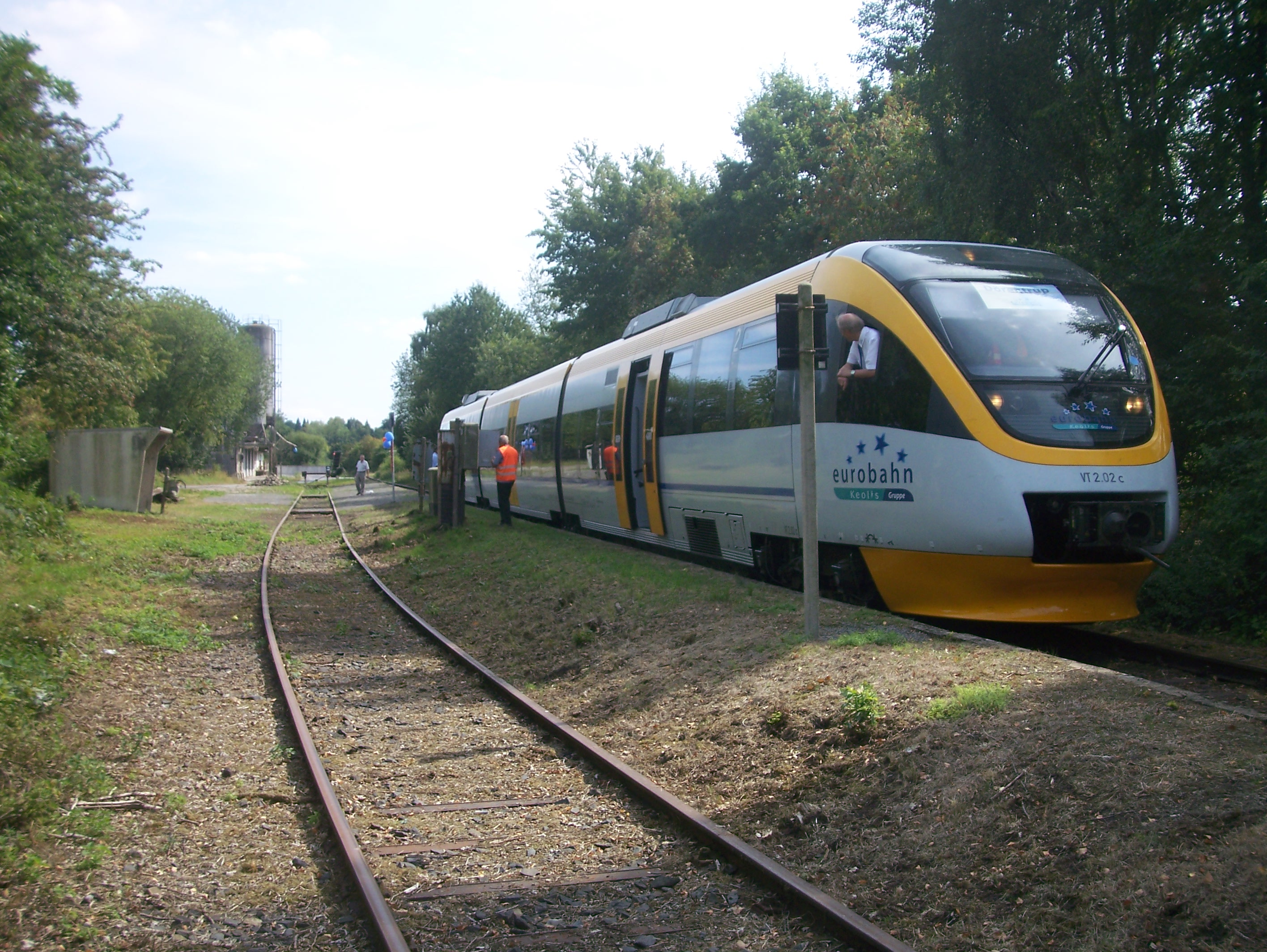
Triebwagen der Eurobahn in Bega, August 2009

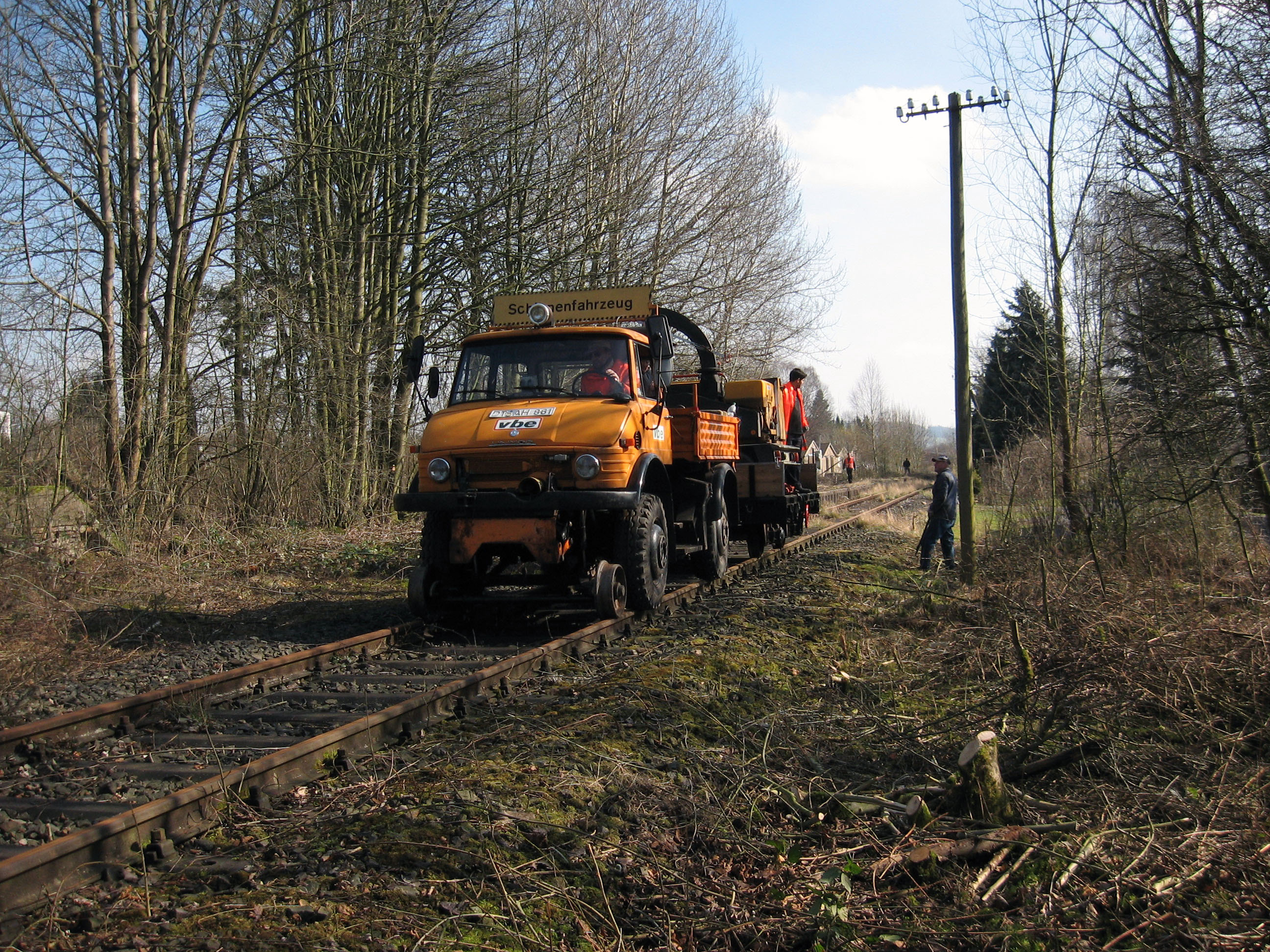
Ehrenamtliche Arbeiter beim Freischneiden des Hp Farmbeck im März 2008

Schon seit Anfang der 1980er-Jahre, also kurz nach Aufgabe des Personenverkehrs zwischen Hameln und Lemgo, gab es erste Überlegungen, die Gesamtstrecke wieder im SPNV zu befahren. Dabei kam vor allem in Hameln der Vorschlag einer stadtbahnähnlichen Verwendung auf. Diese Pläne wurden aber schnell wieder verworfen. Dies wäre eine optimale Erschließung des südwestlichen Stadtgebietes von Hameln gewesen, denn mittlerweile wurden in unmittelbarer Nähe zum ehemaligen Bahnhof Klein Berkel zwei größere Einkaufszentren mit unvorteilhafter Verkehrsanbindung angesiedelt. Aus heutiger Sicht ist die Reaktivierung bis Hameln allerdings sehr unwahrscheinlich, da die Strecke ab der Landesgrenze entwidmet und teilweise überbaut ist.
Während nun Jahrzehnte nach der Teilstilllegung der neue Haltepunkt Lemgo-Lüttfeld seit 2007 in Betrieb ist, beschäftigten sich der Fahrgastverband Pro Bahn mit der Reaktivierung des Personenverkehrs und die Landeseisenbahn Lippe e. V. (LEL) mit der Nutzung als Museumsbahn zwischen Barntrup und Lemgo. Um die gemeinsamen Interessen besser zu vertreten, gründeten 2008 beide Vereine die Initiative Pro-Begatalbahn.
Außerdem wurde seit 2007 durch ehrenamtliche Helfer aus der Bevölkerung und der LEL das zugewachsene Streckenstück ab Lemgo von der Vegetation befreit und wieder befahrbar gemacht. Seit 30. Mai 2009 sind zwischen Barntrup und Dörentrup wieder reguläre Zugfahrten möglich. Dadurch konnte am 23. August 2009 erstmals ein moderner Triebwagen der Eurobahn für Werbezwecke zwischen Barntrup und Dörentrup pendeln.
Obwohl am 24. Juni 2010 der VVOWL auf seiner Verbandsversammlung entschied, eine Reaktivierung bis Barntrup aktiv voranzutreiben und eine Aufnahme in den westfalenweiten Nahverkehrsplan erfolgte, wurde am 4. November 2010 bekannt, dass diese Absicht vorerst gescheitert ist. Grund waren hauptsächlich prognostizierte Kosten, die von den Anliegerkommunen nicht getragen werden konnten. Noch im November 2010 sollte entschieden werden, ob und wie die Strecke zukünftig für eine spätere Reaktivierung erhalten bleiben kann.
In einem Gutachten wurde nachgewiesen, dass eine Reaktivierung im Abschnitt Lemgo-Lüttfeld–Barntrup volkswirtschaftlich sinnvoll ist. Der Gutachter ermittelte in einer standardisierten Bewertung einen Nutzen/Kosten-Faktor von 1,56. Bei einer durchgehenden Verbindung mit der Linie RB 73 nach Bielefeld werden in diesem Abschnitt 1.400 Fahrgäste pro Tag prognostiziert. Dabei ist die Anhebung der Streckengeschwindigkeit auf 80 km/h und die Errichtung von vier Stationen vorgesehen.

### Elektrifizierung
Schon vor vielen Jahren gab es Pläne, die Bahnstrecke zu elektrifizieren. In einem Artikel der Lippischen Landes-Zeitung Anfang 2020 wurde berichtet, dass der nordrhein-westfälische Pro-Bahn-Vorsitzende Willi Wächter in einem Gespräch mit dem DB-Konzernbevollmächtigten in Nordrhein-Westfalen und dem Leiter der DB-Infrastrukturentwicklung darauf gedrängt habe. Im gleichen Artikel meinte der Geschäftsführer des Zweckverbandes Nahverkehr Westfalen-Lippe (NWL) Joachim Künzel, dass ab Mitte der 2020er Jahre auf dem OWL-Dieselnetz keine dieselbetriebenen Züge mehr fahren werden. Am 5. Juni 2021 wurde dann offiziell verkündet, das ein Teilabschnitt der Bahnstrecke Bielefeld–Hameln elektrifiziert werden soll. Dies betrifft den Abschnitt zwischen Bielefeld Ost und Lage und nicht den östlichen Teil bis Lemgo-Lüttfeld oder Lemgo-Schloß Brake. Auf der RB 73 sollen zukünftig laut dem NWL Akkutriebzüge mit Stromabnehmern eingesetzt werden. Hierdurch werden neue Möglichkeiten eröffnet, wie z. B. den RE 82 mit Elektrotriebzügen bis Kassel-Wilhelmshöhe durchzubinden und so einen wichtigen Lückenschluss zwischen Bielefeld und Kassel zu erzielen.

## Heutige Nutzung des stillgelegten Streckenteils

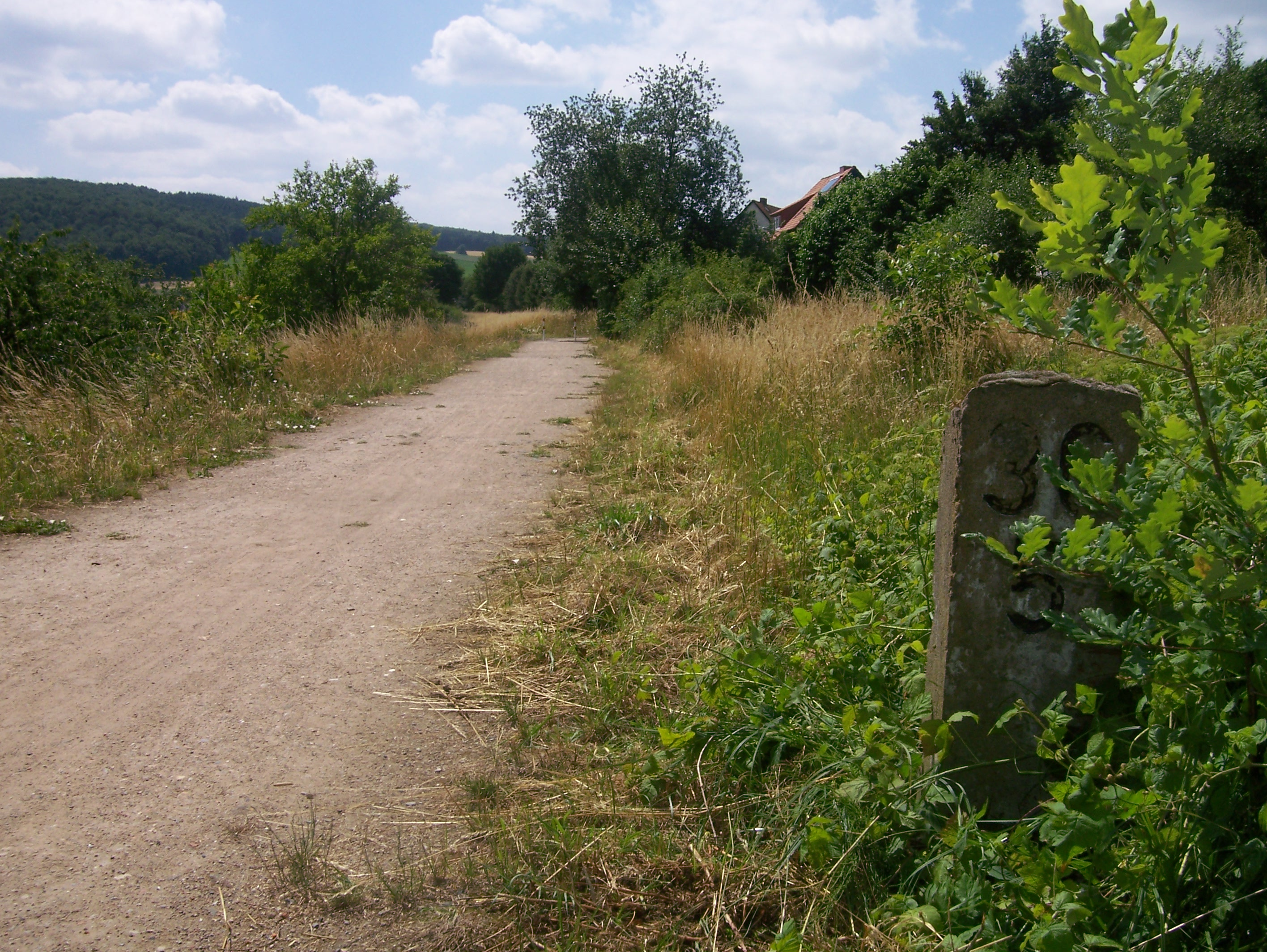
Heutiger Radfahrweg auf der ehemaligen Bahntrasse bei Reher – Mit Kilometerstein am Wegrand – Juni 2008

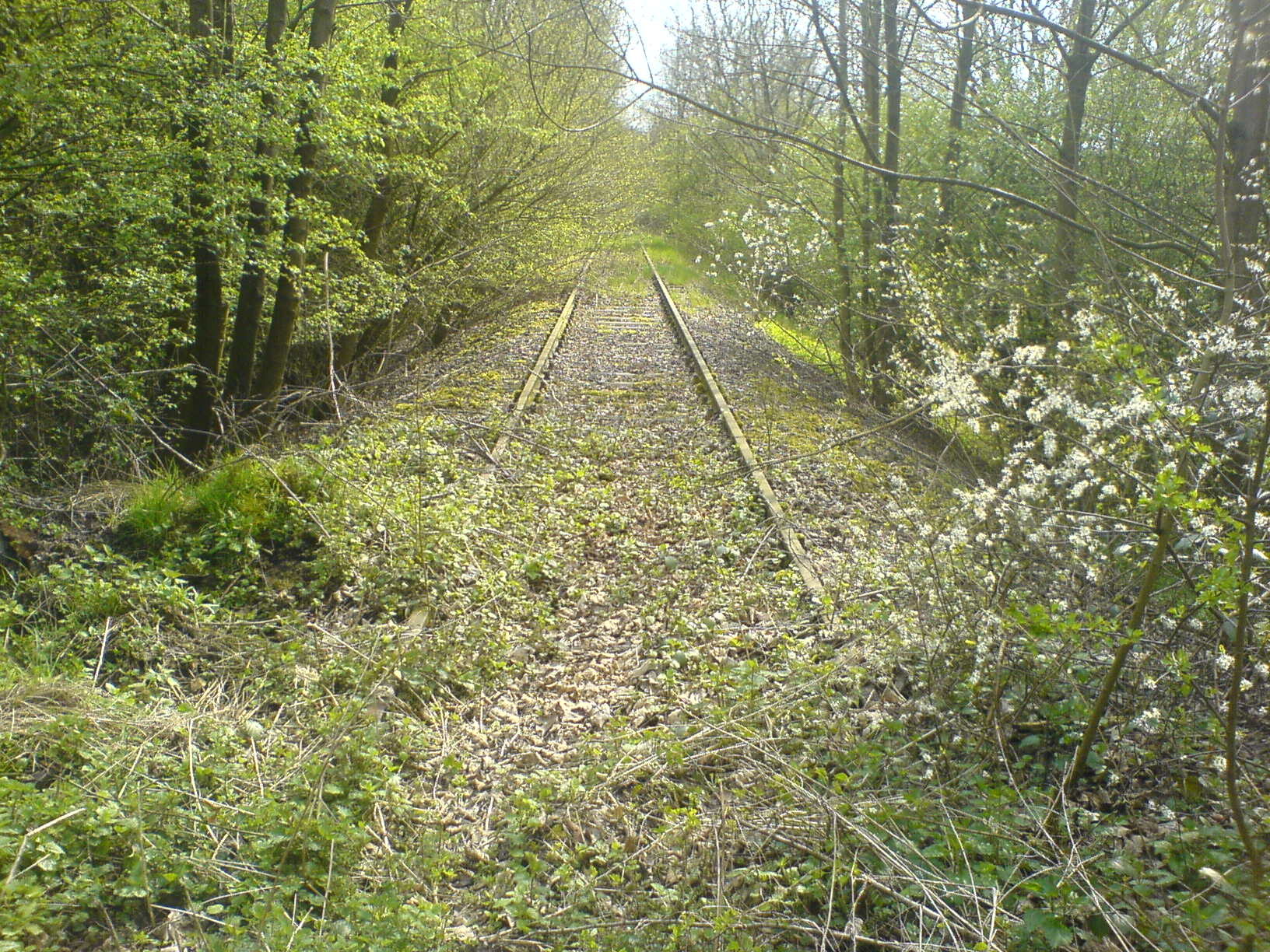
Zugewachsene Trasse bei Sonneborn, April 2008

### Fuß- und Radweg
Innerhalb von Klein Berkel, zwischen Groß Berkel, Aerzen, Reher und Grießem lässt sich die Trasse zu Fuß oder mit dem Fahrrad nutzen. Im Ortskern von Aerzen ist dies allerdings durch Abbruch des Bahndamms nicht möglich, dort muss man auf Straßen ausweichen.
Der Weg selbst ist geschottert und teilweise mit Informationstafeln über die vorherige Nutzung versehen. Es stehen noch einige Kilometersteine zwischen Aerzen und Grießem, außerdem liegen am Haltepunkt Selxen noch die Bahnsteigkanten auf dem ehemaligen Bahnsteigplateau. Teilweise sind noch die Verkabelungen von Bahnübergängen zu finden.
Im Raum Aerzen wird der Radweg als Lager Bahnweg bezeichnet.

### Weitere Verwendung
Die Streckenteile, die bisher nicht als Fuß- oder Radweg verwendet wurden, liegen entweder brach oder sind bebaut worden. Besonders fallen jedoch die Weserbrücke, der Klüttunnel und der Abschnitt Barntrup-Sonneborn auf.
Die Weserbrücke stand bis 2008 größtenteils noch komplett, jedoch entschied man sich, im Hamelner Hafenbereich die Überlandbauten abzureißen, um die anliegenden Grundstücke besser vermarkten zu können. Ob die restliche Brücke noch eine Zukunft als Fuß- oder Radweg hat, ist wegen hoher Instandsetzungskosten ungewiss.
Der Klüttunnel existiert noch heute, dient allerdings mit inzwischen halb vermauerten Tunnelportalen als Schutzraum für seltene Fledermausarten. Ein ähnliches Projekt ist im Sauerland entstanden.
Während im niedersächsischen Bereich der Oberbau bereits seit 2006 vollkommen gleislos ist, stand bis vor ein paar Jahren der nordrhein-westfälische Streckenteil zwischen Barntrup – Sonneborn unter einem Trassenerhaltungsplan. Mittlerweile gibt es den Trassenerhaltungsplan allerdings nicht mehr, und aktuelle Planungen der Deutschen Bahn haben seit Anfang November 2010 dazu geführt, dass auch diese Reststrecke bis Februar 2011 komplett abgebaut wurde.

## Kritik an der Streckenbewirtschaftung
Von Fachleuten gab es starke Kritik an der ab 1980 erfolgten teilweisen Streckenstilllegung zwischen Lemgo und Hameln durch die damalige Deutsche Bundesbahn. Besonders im Personenverkehr wurde das Angebot an Zügen über Jahre hinweg gezielt vermindert und der Verkehr auf die Straße verlegt. Weiterhin wurden Fahrgastzählungen in den Sommerferien und somit bei geringerer Auslastung durchgeführt.
Für Außenstehende mag aber die Hamelner Weserbrücke sicherlich das Verblüffendste sein:
Obwohl die Weserbrücke aufgrund von Bauwerkschäden für den Personenverkehr gesperrt worden war, fanden nach der Sperrung noch Zugfahrten mit Panzerzügen statt.

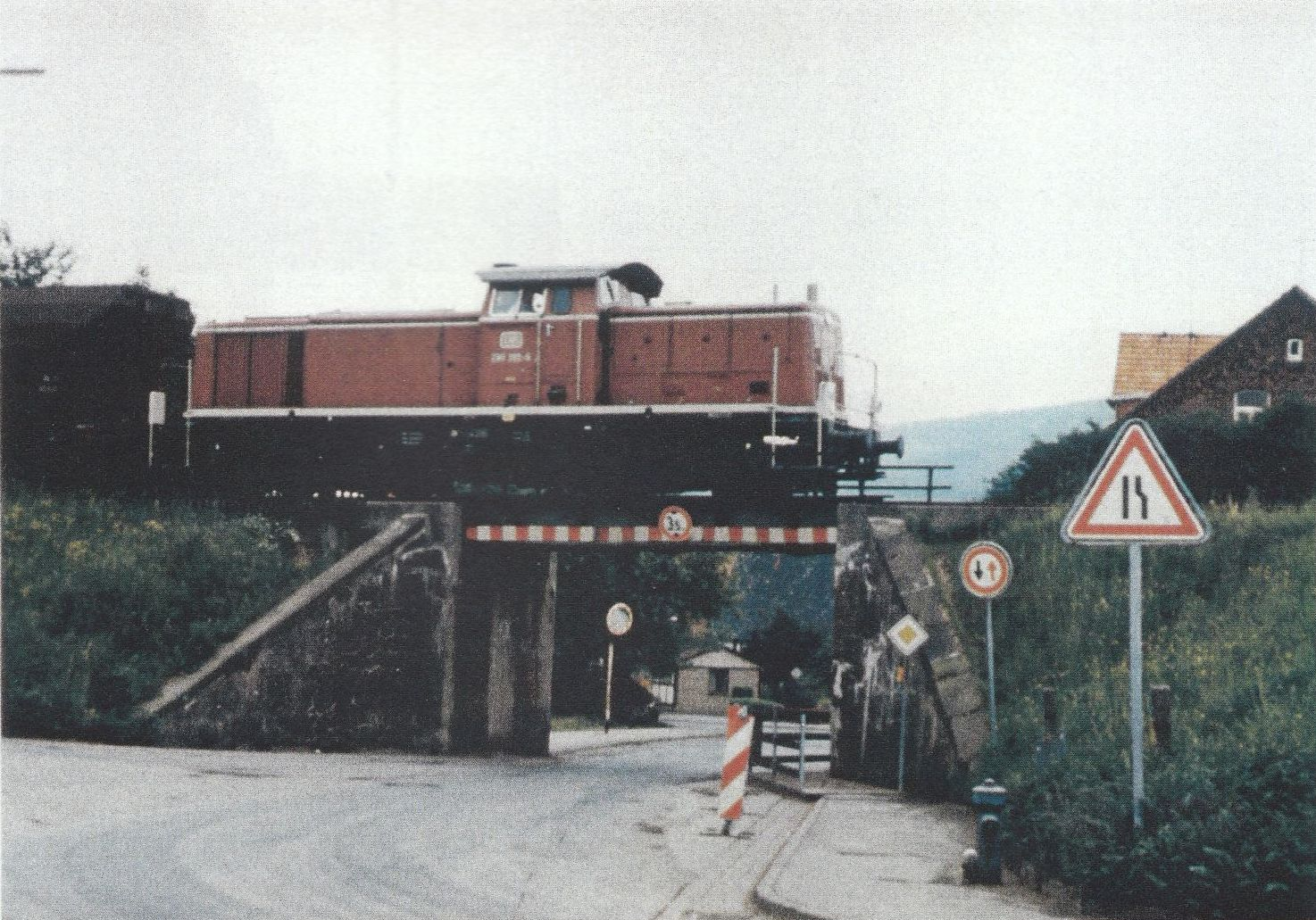
Diese Straßenüberführung in Aerzen war einer der Gründe für die Streckenstilllegung. – Aufnahme von 1985

Auch den anliegenden Kommunen wird vorgeworfen, sich nicht ausreichend für die Erhaltung der Strecke eingesetzt zu haben. So entstanden in Hameln und Aerzen schnell so genannte „Nadelöhre“, die nur durch das Stilllegen der Bahnstrecke beseitigt werden konnten.
In Aerzen bestanden diese „Nadelöhre“ aus zwei sehr schmalen und flachen Bahnüberführungen, die den Straßenverkehr (insbesondere den Lkw-Verkehr) behinderten. Nachdem 1976 im Nachbarort Reher eine ähnliche Bahnüberführung bereits erneuert und vergrößert wurde, forderte die Kommunalpolitik gleiches für die Überführungen in Aerzen. Da die Bahnstrecke zu diesem Zeitpunkt nur noch gelegentlich befahren wurde, erfolgte nicht der Neubau, sondern die Stilllegung der Bahn und der Abbruch der Brücken.
In Hameln sah es ähnlich aus. Dort war die Straßenkreuzung am Fort Luise das „Nadelöhr“. Auf dieser Straßenkreuzung treffen die Bundesstraße 1 und Bundesstraße 83 zusammen. In unmittelbarer Nähe der Straßenkreuzung befand sich ein Bahneinschnitt, über den die Straßenüberführung der Bundesstraße 1 führte. Nach mehreren schweren Verkehrsunfällen auf der Straßenkreuzung wurde ein Ausbau des Kreuzungsbereiches gefordert. Damit hätte die Straßenüberführung wesentlich verbreitert oder der Bahneinschnitt zugeschüttet werden müssen. Letzteres erfolgte schließlich nach Einstellung des Bahnbetriebs.

## Bildergalerie

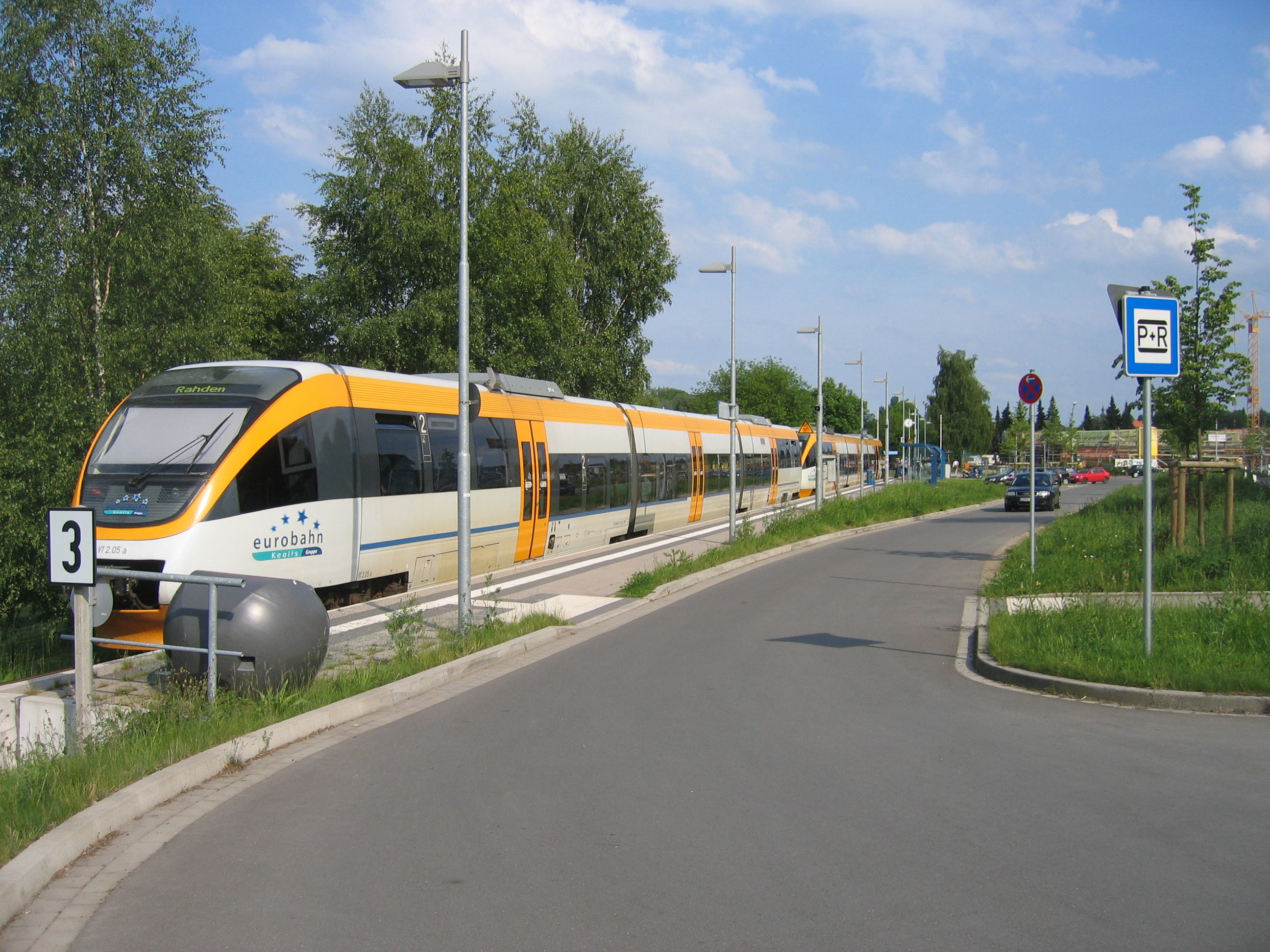
Triebwagen der Eurobahn im Haltepunkt Lemgo-Lüttfeld
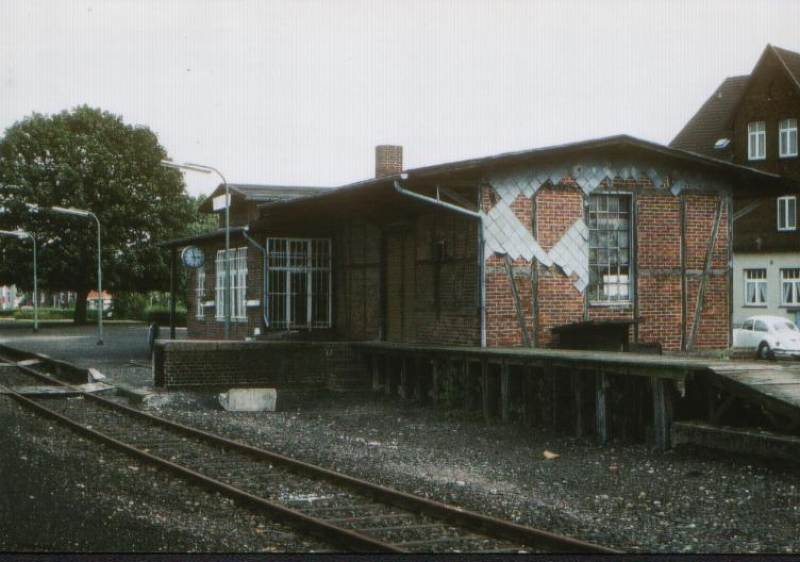
Bahnhofsgebäude von Groß Berkel, um 1980
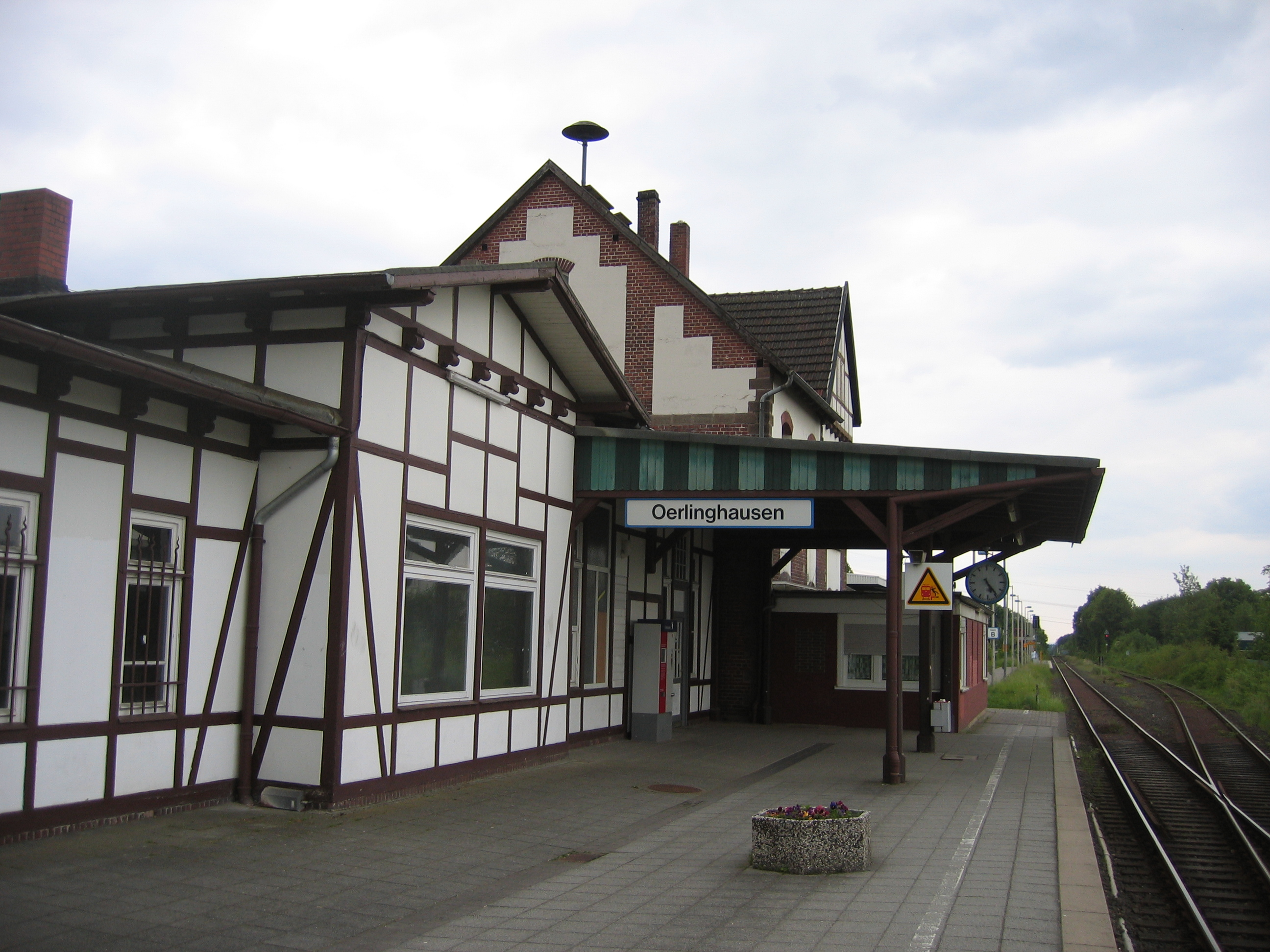
Bahnhofsgebäude von Oerlinghausen
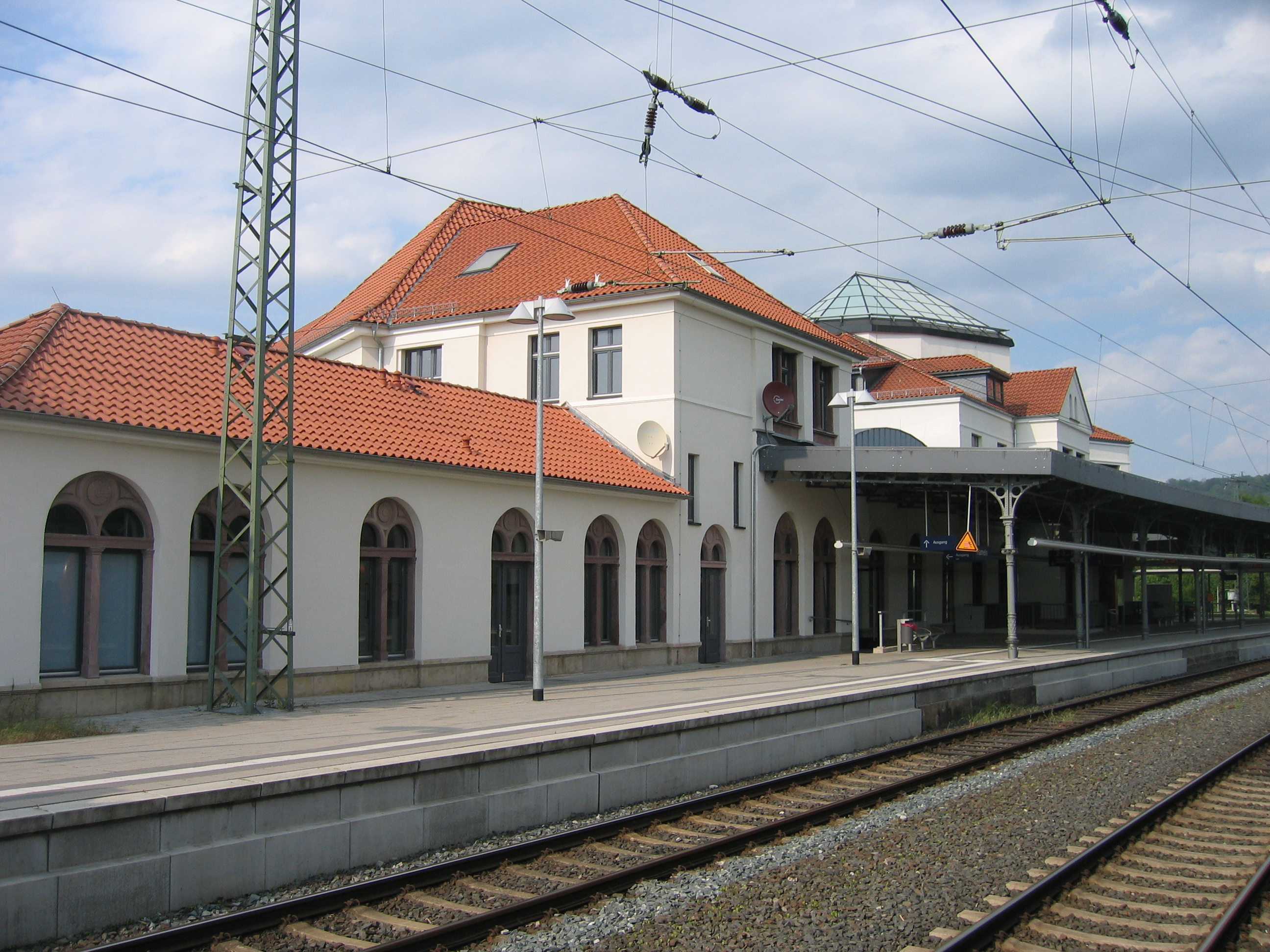
Ehemaliges Gleis der Begatalbahn im Hamelner Bahnhof (Gleis 1)
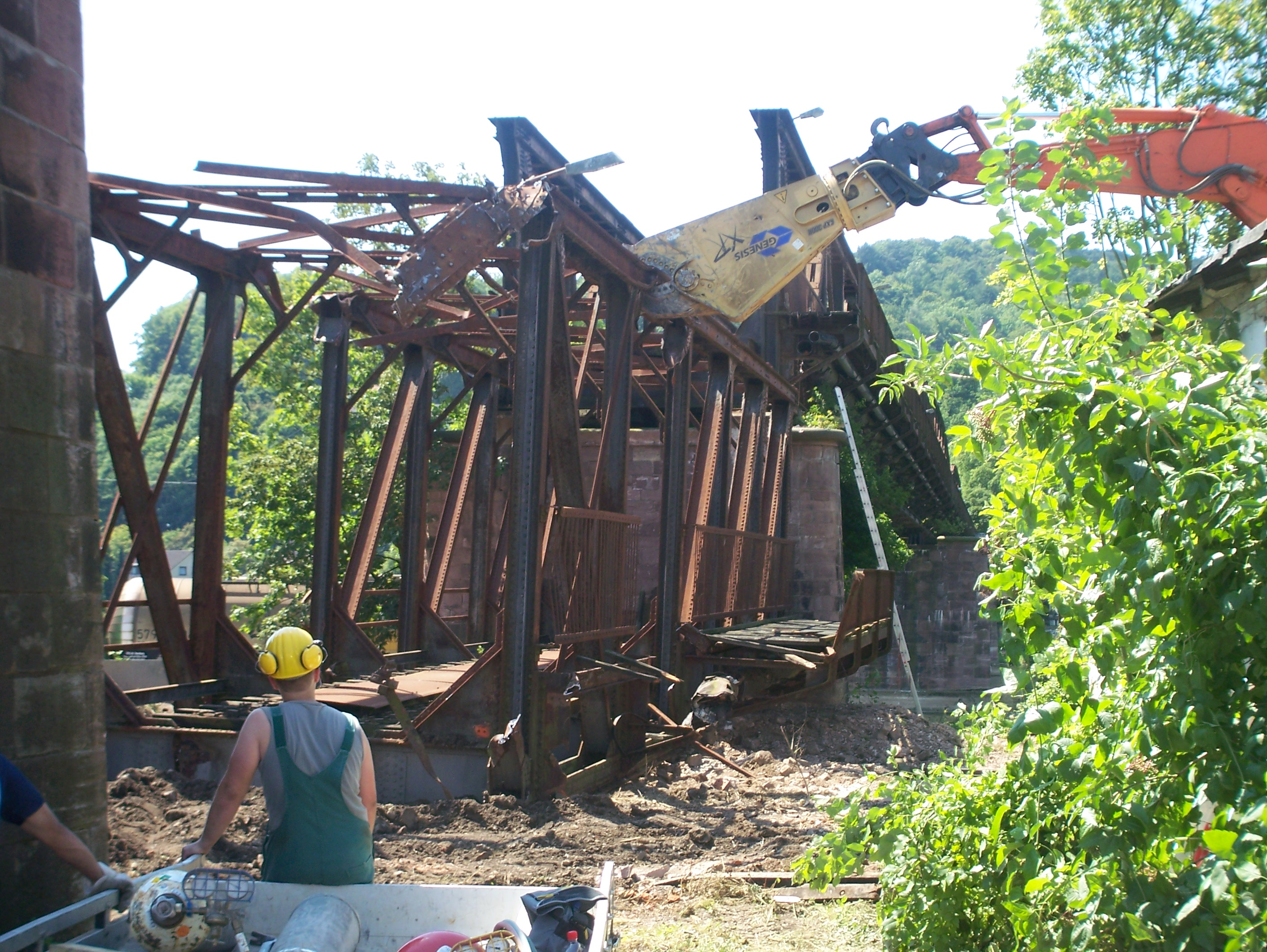
Abriss der Überlandbauten an der Weserbrücke in Hameln, Juli 2008
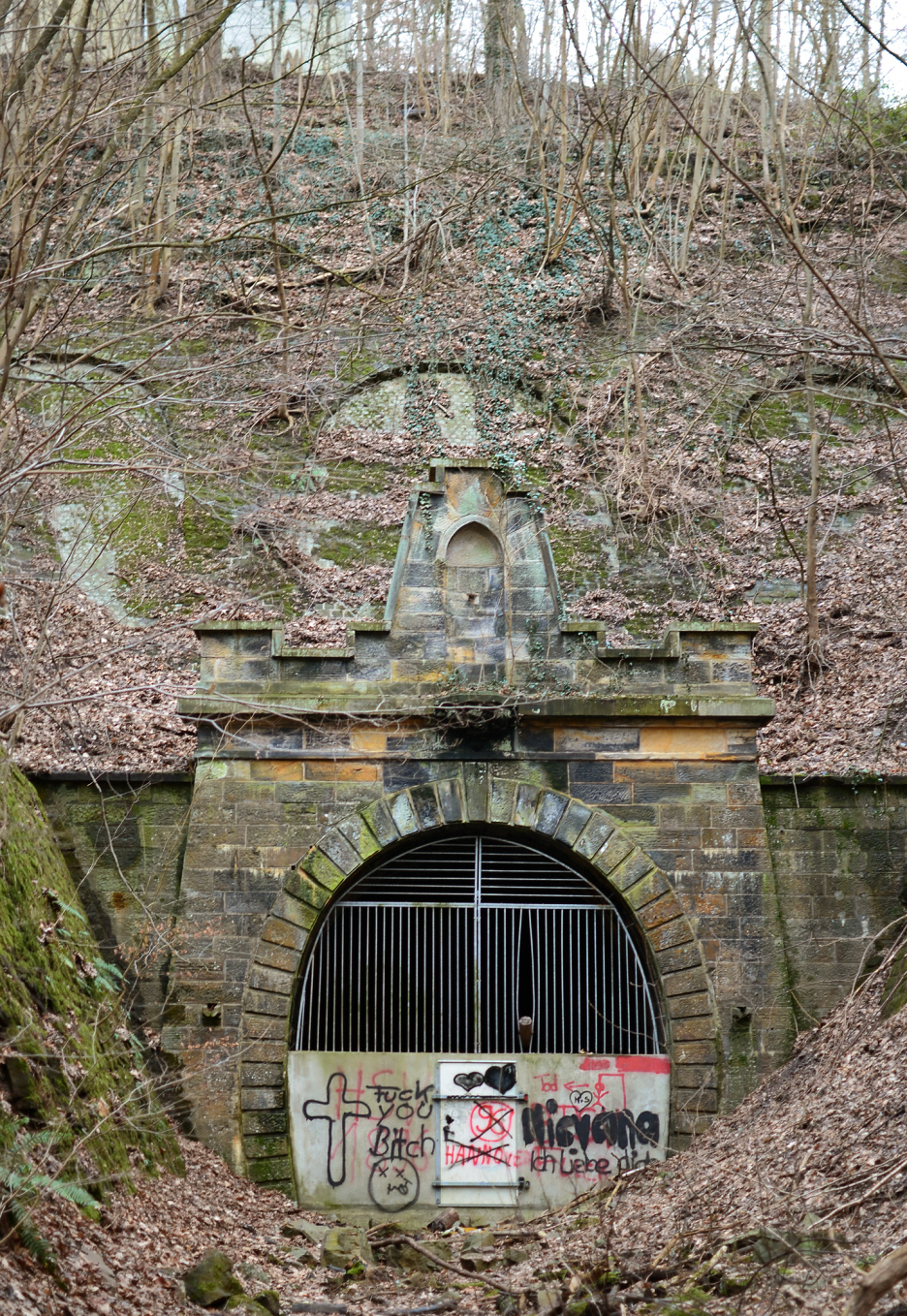
Verschlossenes Nordostportal des Klüttunnels
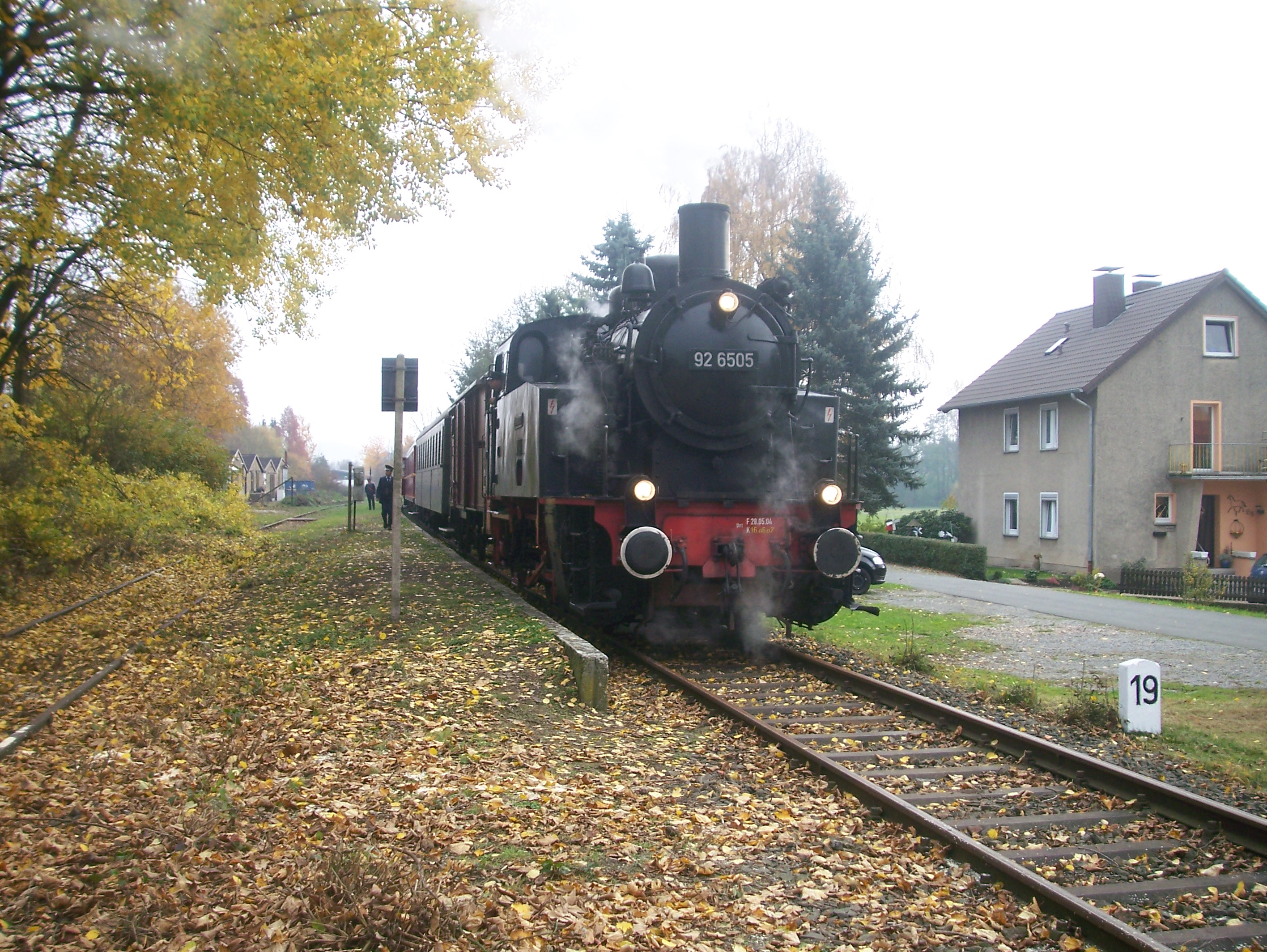
Dampflok EmilMayrisch N.3 bei musealen Fahrten im Haltepunkt Farmbeck
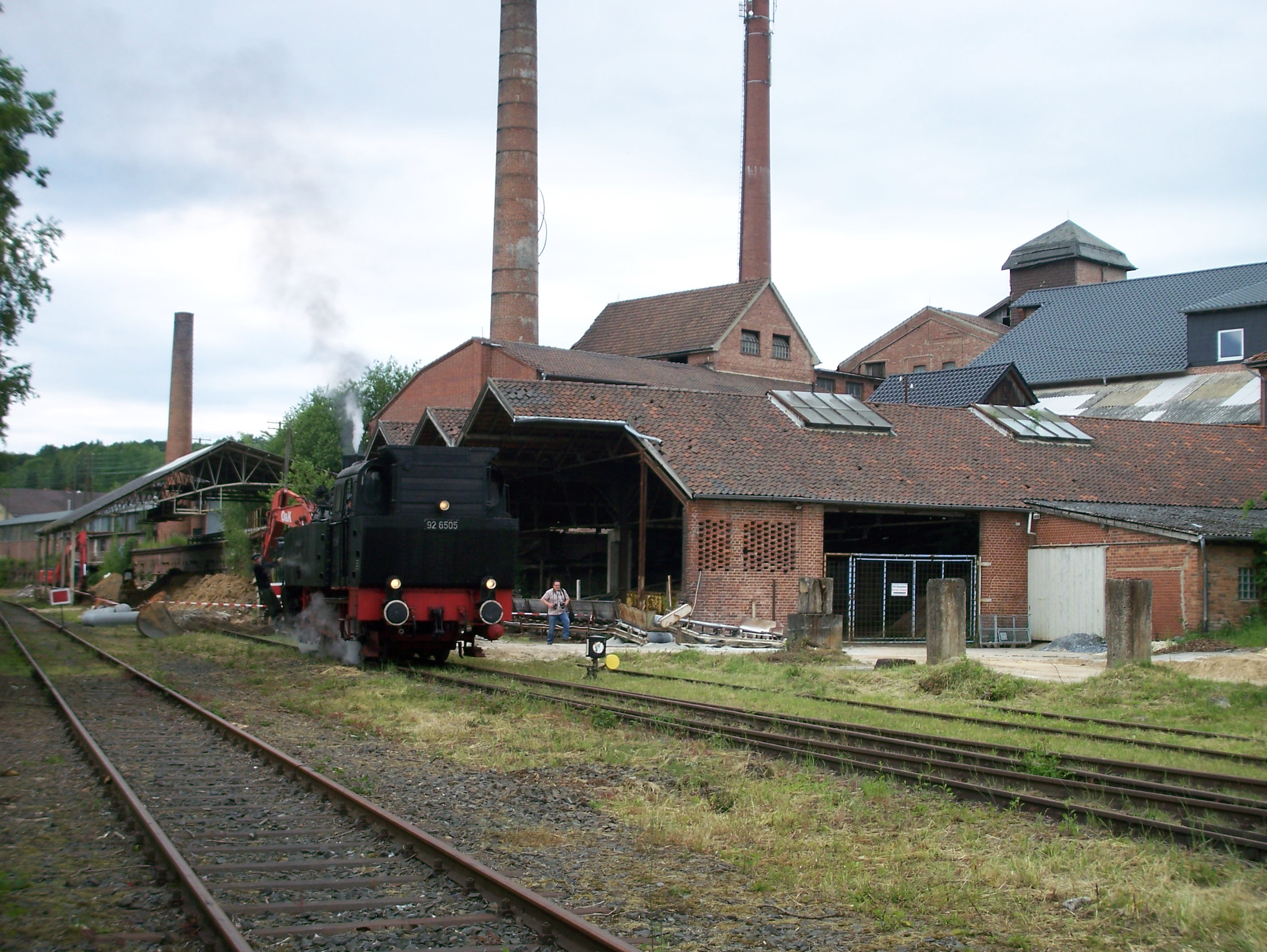
Dampflok Emil Mayrisch N.3 vor der Kulisse der Sand- und Tonwerke in Dörentrup
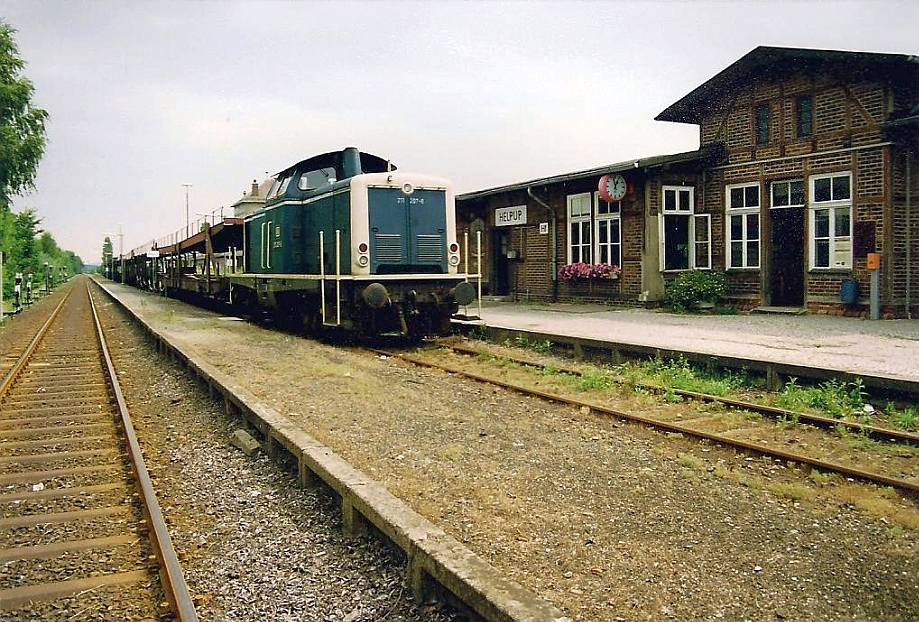
Güterzug mit Wagen für die Autoverladung Ehlenbruch im Bahnhof Helpup, 1992
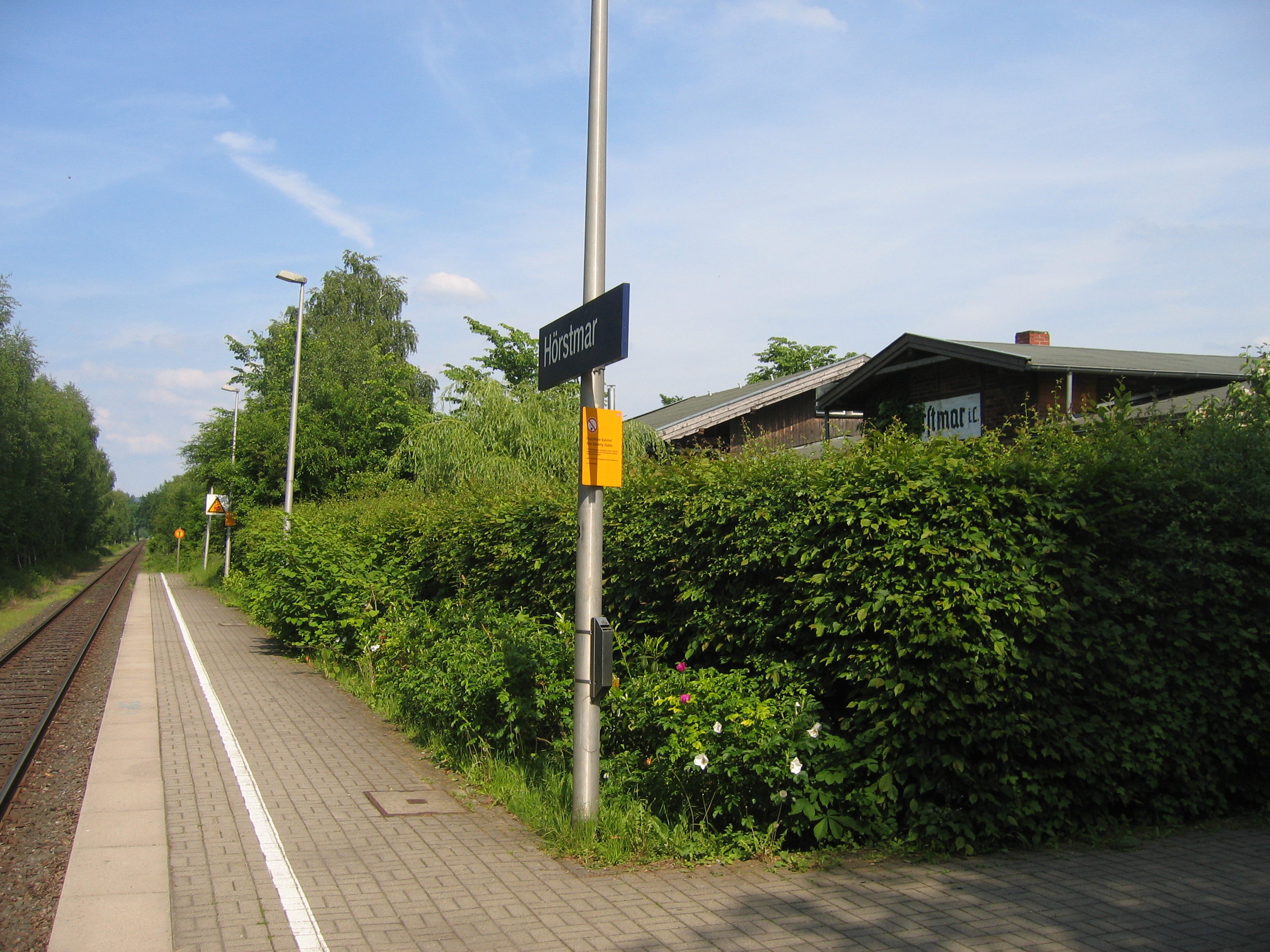
Haltepunkt Hörstmar, mit altem Bahnhofsgebäude im Hintergrund
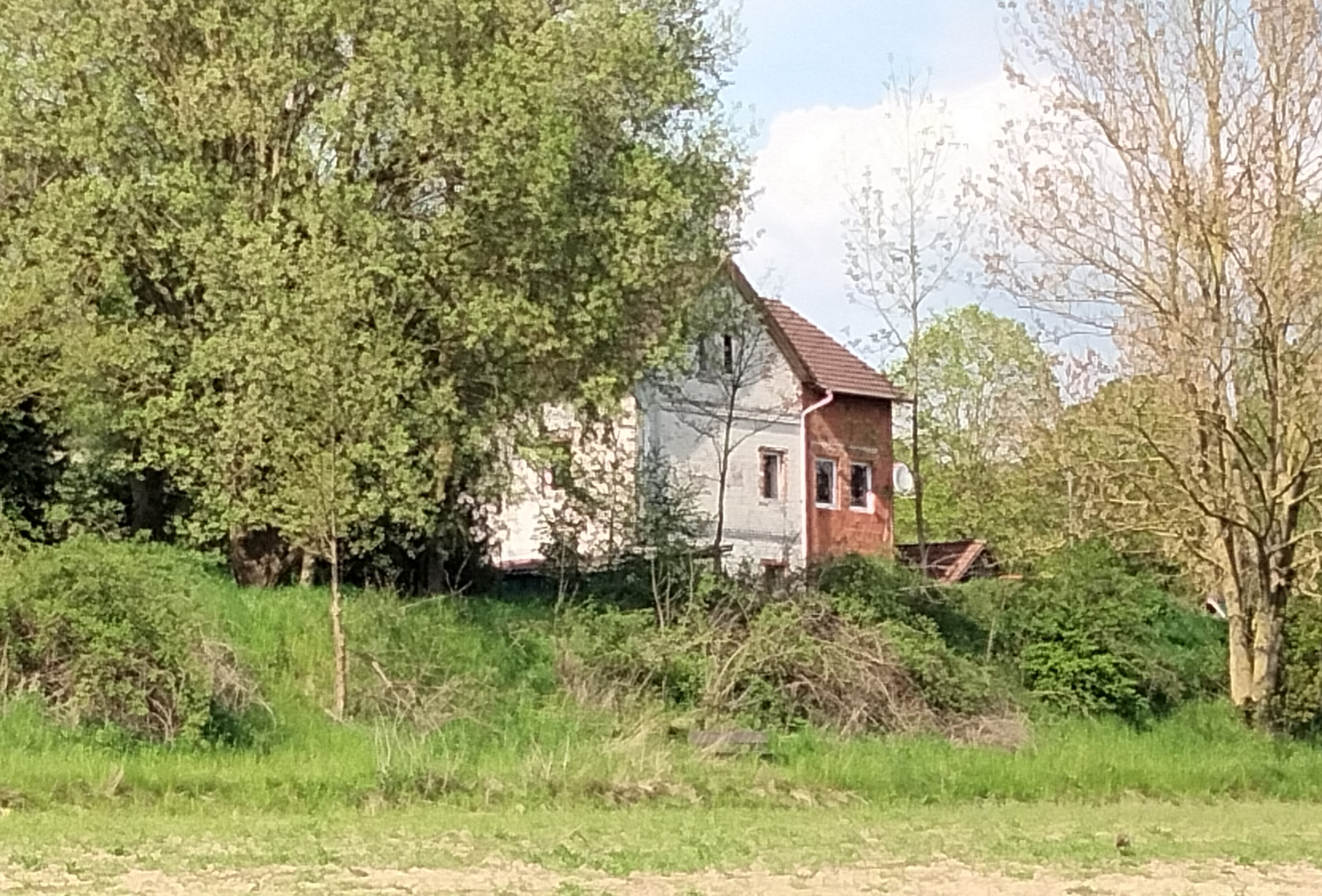
Ehem. Wohnhaus der Bahnangestellten, Aerzen-Grießem
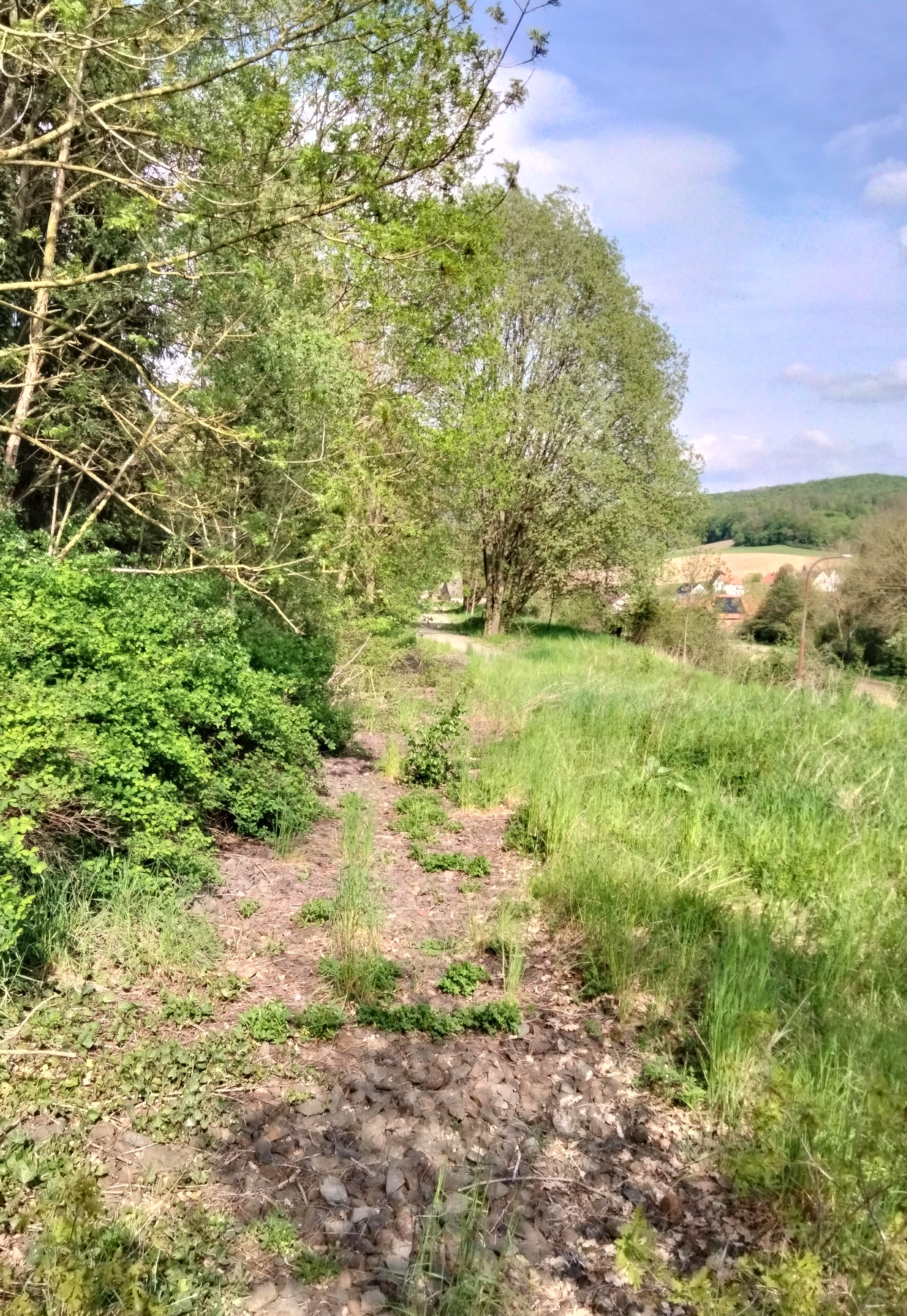
Ehem. Bahntrasse in Aerzen-Grießem 2023
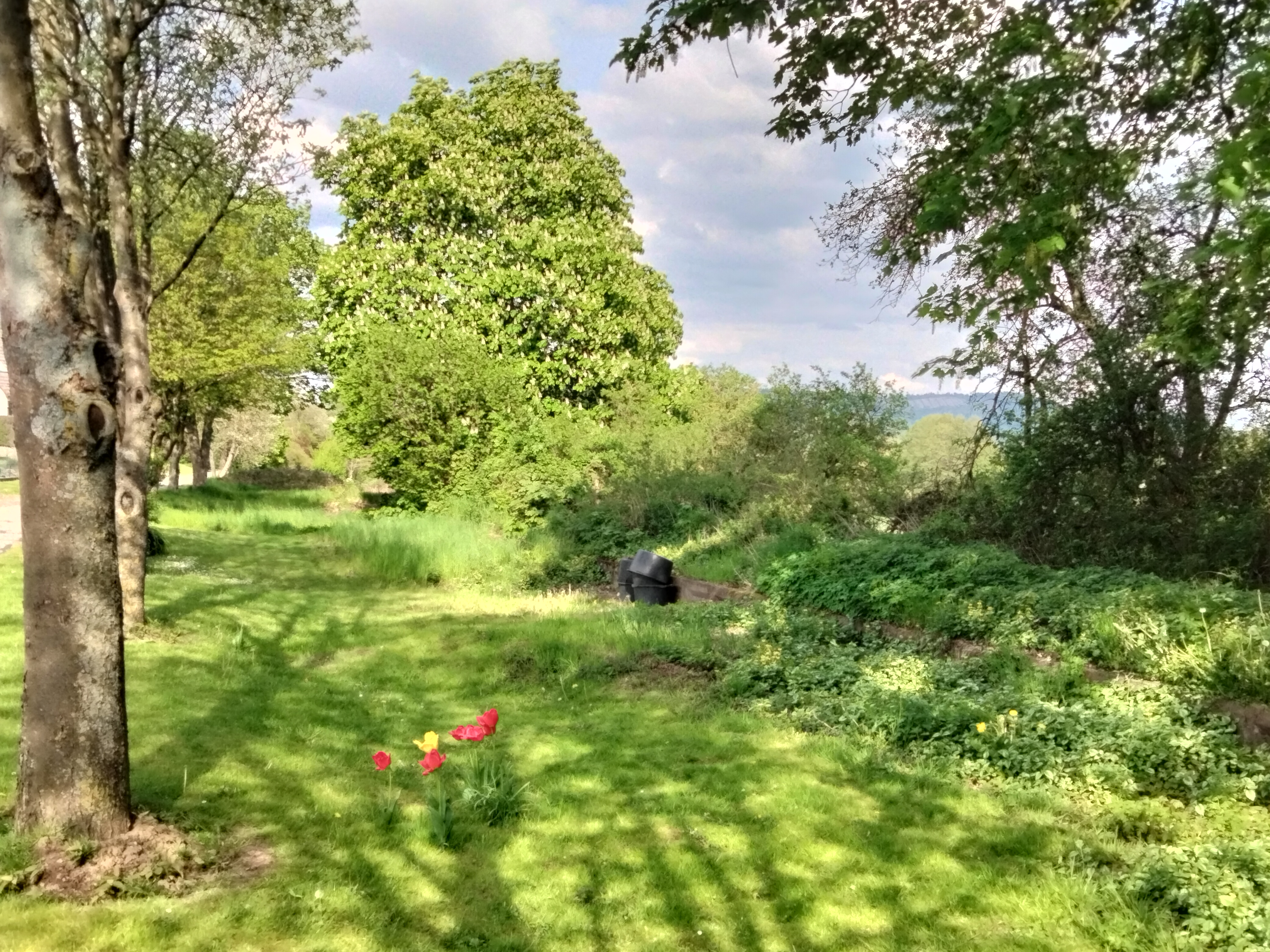
Ehem. Haltepunkt in Reher (Aerzen) 2023
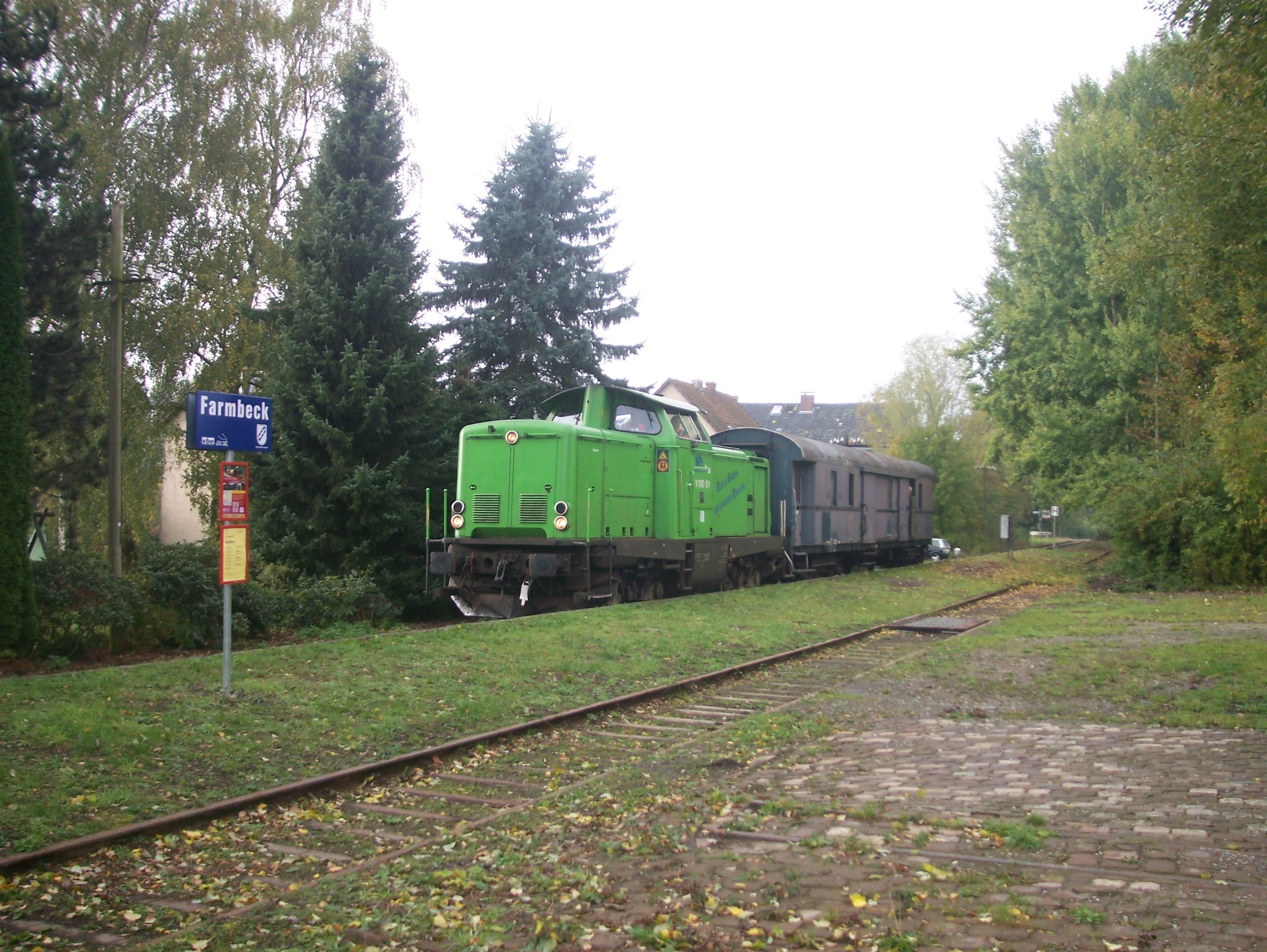
V100 01 der Ilmebahn bei der Überführung des Jugendwaggons für das Projekt „Jugend unter Dampf“
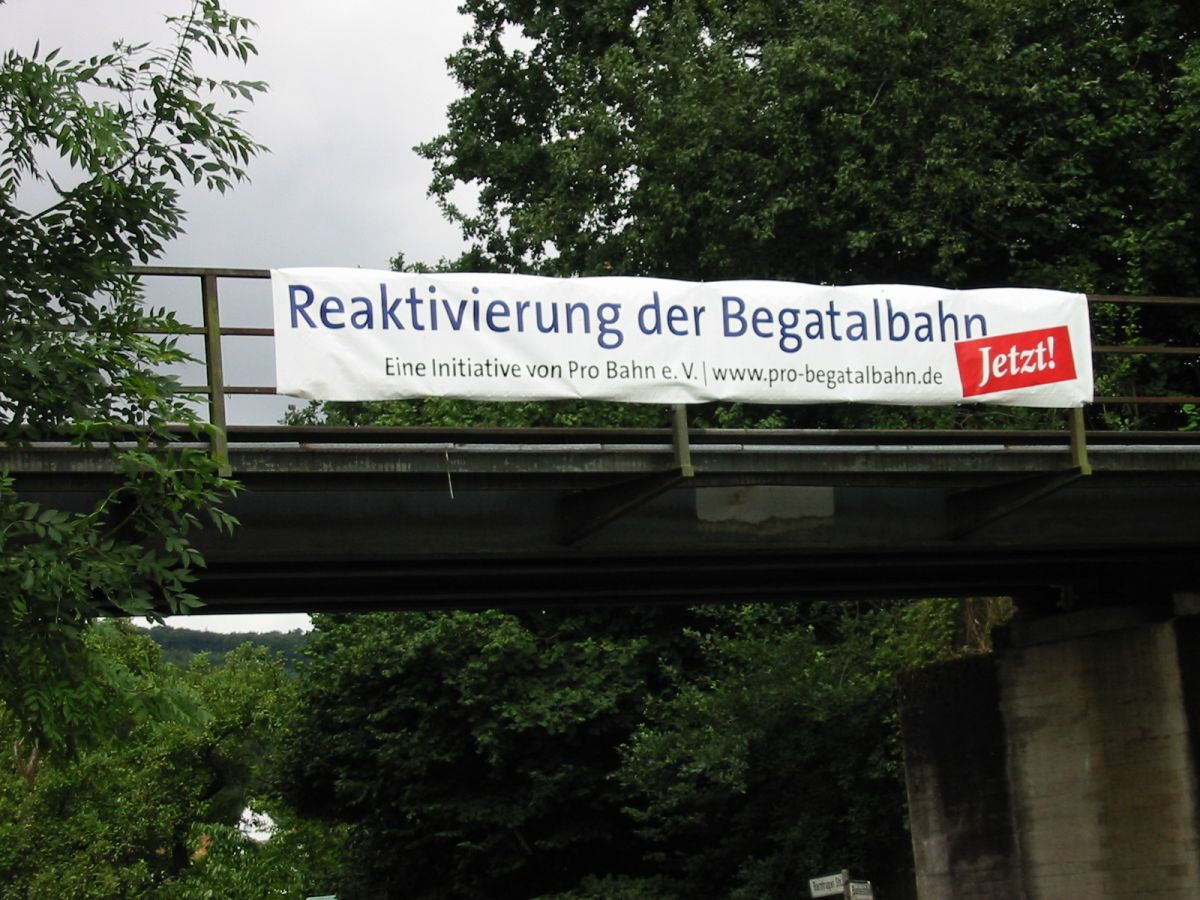
Reaktivierungsplakat an der B66-Brücke in Bega